# Posłowie na Sejm Rzeczypospolitej Polskiej IV kadencji (2001–2005)
Posłowie na Sejm Rzeczypospolitej Polskiej IV kadencji – posłowie wybrani podczas wyborów parlamentarnych, które odbyły się w dniu 23 września 2001.
Pierwsze posiedzenie odbyło się 19 i 23 października 2001, a ostatnie, 109. – 29 sierpnia 2005. Kadencja Sejmu trwała od 19 października 2001 do 18 października 2005.
Kluby i koła na pierwszym posiedzeniu Sejmu IV kadencji i stan na koniec kadencji.
| \| Ugrupowanie polityczne \| Ugrupowanie polityczne \| X 2001 \| X 2005 \| +/− \| \| ---------------------- \| -------------------------------------- \| ------ \| ------ \| --- \| \| \| Sojusz Lewicy Demokratycznej[a] \| 200 \| 148 \| 52 \| \| \| Platforma Obywatelska \| 65 \| 56 \| 9 \| \| \| Samoobrona \| 53 \| 31 \| 22 \| \| \| Prawo i Sprawiedliwość \| 43 \| 45 \| 2 \| \| \| Polskie Stronnictwo Ludowe[b] \| 42 \| 40 \| 2 \| \| \| Liga Polskich Rodzin \| 36 \| 19 \| 17 \| \| \| Unia Pracy[c] \| 16 \| 11 \| 5 \| \| \| Socjaldemokracja Polska[d] \| – \| 32 \| – \| \| \| Stronnictwo Gospodarcze[e] \| – \| 11 \| – \| \| \| Dom Ojczysty[f] \| – \| 10 \| – \| \| \| Koło Poselskie Konserwatywno-Ludowe[g] \| – \| 5 \| – \| \| \| Ruch Katolicko-Narodowy[h] \| – \| 4 \| – \| \| \| Porozumienie Polskie[i] \| – \| 3 \| – \| \| \| Ruch Odbudowy Polski[j] \| – \| 3 \| – \| \| \| Ruch Patriotyczny[k] \| – \| 3 \| – \| \| \| Posłowie niezrzeszeni[l] \| 5 \| 39 \| 34 \| \| Razem \| Razem \| 460 \| 460 \| 460 \| | Podział 460 mandatów: UP: 16 SLD: 200 Samoobrona: 53 PSL: 42 PO: 65 PiS: 43 LPR: 36 Niezrz.: 5 |        |        |     |
| Ugrupowanie polityczne | Ugrupowanie polityczne                                                                         | X 2001 | X 2005 | +/− |
| | Sojusz Lewicy Demokratycznej                                                                   | 200    | 148    | 52  |
| | Platforma Obywatelska                                                                          | 65     | 56     | 9   |
| | Samoobrona                                                                                     | 53     | 31     | 22  |
| | Prawo i Sprawiedliwość                                                                         | 43     | 45     | 2   |
| | Polskie Stronnictwo Ludowe                                                                     | 42     | 40     | 2   |
| | Liga Polskich Rodzin                                                                           | 36     | 19     | 17  |
| | Unia Pracy                                                                                     | 16     | 11     | 5   |
| | Socjaldemokracja Polska                                                                        | –      | 32     | –   |
| | Stronnictwo Gospodarcze                                                                        | –      | 11     | –   |
| | Dom Ojczysty                                                                                   | –      | 10     | –   |
| | Koło Poselskie Konserwatywno-Ludowe                                                            | –      | 5      | –   |
| | Ruch Katolicko-Narodowy                                                                        | –      | 4      | –   |
| | Porozumienie Polskie                                                                           | –      | 3      | –   |
| | Ruch Odbudowy Polski                                                                           | –      | 3      | –   |
| | Ruch Patriotyczny                                                                              | –      | 3      | –   |
| | Posłowie niezrzeszeni                                                                          | 5      | 39     | 34  |
| Razem | Razem                                                                                          | 460    | 460    | 460 |

## Prezydium Sejmu IV kadencji
| Poseł                                                               | Poseł                   | Funkcja             | Klub                                    | Czas pełnienia funkcji    | Czas pełnienia funkcji    |
| Poseł                                                               | Poseł                   | Funkcja             | Klub                                    | Od                        | Do                        |
| ------------------------------------------------------------------- | ----------------------- | ------------------- | --------------------------------------- | ------------------------- | ------------------------- |
|                                                                     | Aleksander Małachowski  | Marszałek senior    | KP Unii Pracy                           | 19 października 2001(dts) | 19 października 2001(dts) |
| Marszałek senior przewodniczy obradom Sejmu przed wyborem Prezydium |                         |                     |                                         |                           |                           |
|                                                                     | Marek Borowski          | Marszałek Sejmu     | KP Socjaldemokracji Polskiej            | 19 października 2001(dts) | 20 kwietnia 2004(dts)     |
|                                                                     | Andrzej Lepper          | Wicemarszałek Sejmu | KP Samoobrona Rzeczypospolitej Polskiej | 19 października 2001(dts) | 29 listopada 2001(dts)    |
|                                                                     | Tomasz Nałęcz           | Wicemarszałek Sejmu | KP Socjaldemokracji Polskiej            | 19 października 2001(dts) | 18 października 2005(dts) |
|                                                                     | Donald Tusk             | Wicemarszałek Sejmu | KP Platforma Obywatelska                | 19 października 2001(dts) | 18 października 2005(dts) |
|                                                                     | Janusz Wojciechowski    | Wicemarszałek Sejmu | KP Polskiego Stronnictwa Ludowego       | 19 października 2001(dts) | 16 czerwca 2004(dts)      |
|                                                                     | Józef Oleksy            | Marszałek Sejmu     | KP Sojuszu Lewicy Demokratycznej        | 21 kwietnia 2004(dts)     | 5 stycznia 2005(dts)      |
|                                                                     | Kazimierz Ujazdowski    | Wicemarszałek Sejmu | KP Prawo i Sprawiedliwość               | 2 lipca 2004(dts)         | 18 października 2005(dts) |
|                                                                     | Józef Zych              | Wicemarszałek Sejmu | KP Polskiego Stronnictwa Ludowego       | 2 lipca 2004(dts)         | 18 października 2005(dts) |
|                                                                     | Włodzimierz Cimoszewicz | Marszałek Sejmu     | KP Sojuszu Lewicy Demokratycznej        | 5 stycznia 2005(dts)      | 18 października 2005(dts) |

## Przynależność klubowa

### Stan na koniec kadencji
Posłowie IV kadencji zrzeszeni byli w następujących klubach i kołach:
- Klub Parlamentarny Sojuszu Lewicy Demokratycznej – 148 posłów, przewodniczący klubu Krzysztof Janik[11],
- Klub Parlamentarny Platforma Obywatelska – 56 posłów, przewodniczący klubu Jan Rokita[11],
- Klub Parlamentarny Prawo i Sprawiedliwość – 45 posłów przewodniczący klubu Ludwik Dorn[11],
- Klub Poselski Polskiego Stronnictwa Ludowego – 40 posłów, przewodniczący klubu Waldemar Pawlak[11],
- Klub Parlamentarny Socjaldemokracji Polskiej – 32 posłów, przewodnicząca klubu Jolanta Banach[11],
- Klub Parlamentarny Samoobrona Rzeczpospolitej Polskiej – 31 posłów, przewodniczy klubu Andrzej Lepper[11],
- Klub Parlamentarny Liga Polskich Rodzin – 19 posłów, przewodniczący klubu Roman Giertych[11],
- Koło Parlamentarne Unii Pracy – 11 posłów[11],
- Koło Poselskie Stronnictwa Gospodarczego – 11 posłów, przewodniczący koła Roman Jagieliński[11],
- Koło Poselskie „Dom Ojczysty” – 10 posłów[11],
- Koło Poselskie Konserwatywno-Ludowe – 5 posłów[11],
- Koło Poselskie Ruchu Katolicko-Narodowego – 4 posłów, przewodniczący koła Antoni Macierewicz[11],
- Koło Poselskie Porozumienia Polskiego – 3 posłów, przewodniczący koła Jan Łopuszański[11],
- Koło Poselskie Ruchu Odbudowy Polski – 3 posłów, przewodniczący koła Jan Olszewski[11],
- Koło Poselskie Ruch Patriotyczny – 3 posłów, przewodniczący koła Gabriel Janowski[11],
- Posłowie niezrzeszeni – 39 posłów[11].

Przedstawicieli w Sejmie miały także Federacyjny Klub Parlamentarny, Polskie Stronnictwo Ludowe–Polski Blok Ludowy i Koła Poselskie Partia Ludowo-Demokratyczna, Polska Racja Stanu i Polski Blok Ludowy.
| | | | |  |  |
| - Jan Antochowski - Tadeusz Badach - Magdalena Banaś - Renata Basta - Krzysztof Baszczyński - Bogdan Błaszczyk - Anita Błochowiak - Elżbieta Bolek - Andrzej Brachmański - Bogdan Bujak - Jan Chojnacki - Kazimierz Chrzanowski - Danuta Ciborowska - Grażyna Ciemniak - Wiesław Ciesielski - Bronisław Cieślak - Włodzimierz Cimoszewicz - Jerzy Czepułkowski - Aleksander Czuż - Eugeniusz Czykwin - Bronisław Dankowski - Jakub Derech-Krzycki - Bogdan Derwich - Wojciech Długoborski - Wojciech Domaradzki - Marek Dyduch - Jerzy Dziewulski - Anna Filek - Sebastian Florek - Piotr Gadzinowski - Maria Gajecka-Bożek - Andrzej Gawłowski - Witold Gintowt-Dziewałtowski - Anna Górna-Kubacka - Danuta Grabowska - Aleksandra Gramała - Joanna Grobel-Proszowska | - Zofia Grzebisz-Nowicka - Ryszard Hayn - Krystyna Herman - Barbara Hyla-Makowska - Tadeusz Iwiński - Ewa Janik - Ewa Janik - Krzysztof Janik - Elżbieta Jankowska - Zbigniew Janowski - Jerzy Jaskiernia - Teresa Jasztal - Mieczysław Jedoń - Wiesław Jędrusik - Tadeusz Kaleniecki - Ryszard Kalisz - Zbigniew Kaniewski - Marian Kawa - Bożena Kizińska - Jan Klimek - Jan Knapik - Jan Kochanowski - Stanisław Kopeć - Jacek Kowalik - Bronisława Kowalska - Bożena Kozłowska - Janusz Krasoń - Zbigniew Krutczenko - Grzegorz Kurczuk - Krystian Łuczak - Aleksandra Łuszczyńska - Krystyna Łybacka - Ryszard Maraszek - Adam Markiewicz - Wacław Martyniuk - Czesław Marzec - Aldona Michalak | - Jerzy Michalski - Leszek Miller - Tadeusz Motowidło - Alicja Murynowicz - Tadeusz Myler - Andrzej Namysło - Grzegorz Napieralski - Lech Nikolski - Irena Nowacka - Józef Nowicki - Wiesław Okoński - Wojciech Olejniczak - Józef Oleksy - Wiktor Osik - Małgorzata Ostrowska - Andrzej Otręba - Jacek Piechota - Katarzyna Piekarska - Elżbieta Piela-Mielczarek - Kazimierz Pietrzyk - Grażyna Pijanowska - Józef Pilarczyk - Andrzej Piłat - Stanisław Piosik - Zbigniew Podraza - Olgierd Poniźnik - Franciszek Potulski - Stanisława Prządka - Władysław Rak - Zygmunt Ratman - Andrzej Różański - Stanisław Rydzoń - Kazimierz Sas - Joanna Senyszyn - Zbigniew Siemiątkowski - Jan Sieńko - Szczepan Skomra | - Andrzej Skrzyński - Robert Smoleń - Zbigniew Sobotka - Adam Sosnowski - Edmund Stachowicz - Stanisław Stec - Marian Stępień - Władysław Stępień - Benedykt Suchecki - Andrzej Szarawarski - Jerzy Szmajdziński - Elżbieta Szparaga - Jan Szwarc - Jan Szymański - Czesław Śleziak - Halina Talaga - Michał Tober - Tadeusz Tomaszewski - Ryszard Tomczyk - Bogusława Towalewska - Michał Turkiewicz - Andrzej Umiński - Marek Wagner - Jerzy Wenderlich - Marek Widuch - Marek Wikiński - Zofia Wilczyńska - Marcin Wnuk - Franciszek Wołowicz - Bogusław Wontor - Grzegorz Woźny - Zbyszek Zaborowski - Andrzej Zając - Kazimierz Zarzycki - Jan Zaworski - Ryszard Zbrzyzny - Janusz Zemke |  |  |
| Klub Parlamentarny Platforma Obywatelska | | | |  |  |
| | | | |  |  |
| - Łukasz Abgarowicz - Dariusz Bachalski - Jerzy Budnik - Zbigniew Chlebowski - Andrzej Czerwiński - Grzegorz Dolniak - Mirosław Drzewiecki - Jarosław Duda - Waldy Dzikowski - Marta Fogler - Andrzej Gałażewski - Zyta Gilowska - Stanisław Gorczyca - Cezary Grabarczyk | - Aleksander Grad - Paweł Graś - Jerzy Hertel - Tadeusz Jarmuziewicz - Bronisław Komorowski - Ewa Kopacz - Leszek Korzeniowski - Józef Krzyworzeka - Elżbieta Łukacijewska - Tadeusz Maćkała - Edward Maniura - Andrzej Markowiak - Piotr Mateja - Konstanty Miodowicz | - Sławomir Nowak - Alicja Olechowska - Tadeusz Parchański - Teresa Piotrowska - Kazimierz Plocke - Edward Płonka - Elżbieta Radziszewska - Jan Rokita - Sławomir Rybicki - Jan Rzymełka - Leszek Samborski - Grzegorz Schetyna - Krystyna Skowrońska - Michał Stuligrosz | - Tomasz Szczypiński - Adam Szejnfeld - Krystyna Szumilas - Iwona Śledzińska-Katarasińska - Jan Tomaka - Tomasz Tomczykiewicz - Donald Tusk - Jacek Wojciechowicz - Eugeniusz Wycisło - Rafał Zagórny - Krzysztof Zaremba - Bogdan Zdrojewski - Stanisław Żmijan - Marek Żyliński |  |  |
| Klub Parlamentarny Prawo i Sprawiedliwość | | | |  |  |
| | | | |  |  |
| - Dorota Arciszewska-Mielewczyk - Anna Borucka-Cieślewicz - Wojciech Borzuchowski - Tadeusz Cymański - Andrzej Diakonow - Ludwik Dorn - Jacek Falfus - Józef Fortuna - Szymon Giżyński - Przemysław Gosiewski - Wojciech Jasiński - Marek Jurek | - Jarosław Kaczyński - Mariusz Kamiński - Wacław Klukowski - Elżbieta Kruk - Piotr Krzywicki - Marek Kuchciński - Adam Lipiński - Andrzej Liss - Kazimierz Marcinkiewicz - Barbara Marianowska - Tomasz Markowski - Antoni Mężydło | - Hanna Mierzejewska - Wojciech Mojzesowicz - Maria Nowak - Ryszard Nowak - Bolesław Piecha - Marian Piłka - Jerzy Polaczek - Paweł Poncyljusz - Jacek Sauk - Małgorzata Stryjska - Marek Suski - Wojciech Szarama | - Aleksander Szczygło - Jolanta Szczypińska - Bartłomiej Szrajber - Kazimierz Ujazdowski - Zbigniew Wassermann - Elżbieta Więcławska-Sauk - Artur Zawisza - Jarosław Zieliński - Zbigniew Ziobro |  |  |
| Klub Poselski Polskiego Stronnictwa Ludowego | | | |  |  |
| | | | |  |  |
| - Tadeusz Balcerowski - Edmund Borawski - Arkadiusz Bratkowski - Leszek Bugaj - Bolesław Bujak - Jan Bury - Czesław Cieślak - Zbigniew Deptuła - Bronisław Dutka - Maria Dziuba | - Tadeusz Gajda - Józef Gruszka - Andrzej Grzyb - Stanisław Kalemba - Jarosław Kalinowski - Stanisław Kalinowski - Mieczysław Kasprzak - Eugeniusz Kłopotek - Zbigniew Komorowski - Jan Kubik | - Dorota Kwaśniewska - Józef Mioduszewski - Stefan Nowak - Krystyna Ozga - Mirosław Pawlak - Waldemar Pawlak - Janusz Piechociński - Tadeusz Polański - Tadeusz Samborski - Marek Sawicki | - Zbigniew Sosnowski - Ryszard Stanibuła - Franciszek Stefaniuk - Józef Szczepańczyk - Leszek Świętochowski - Marian Wesołowski - Wiesław Woda - Wojciech Zarzycki - Józef Zych - Stanisław Żelichowski |  |  |
| Klub Parlamentarny Socjaldemokracji Polskiej | | | |  |  |
| | | | |  |  |
| - Romuald Ajchler - Jolanta Banach - Anna Bańkowska - Marek Borowski - Jan Byra - Andrzej Celiński - Barbara Ciruk - Stanisław Janas | - Michał Kaczmarek - Zdzisław Kałamaga - Jacek Kasprzyk - Arkadiusz Kasznia - Mirosława Kątna - Antoni Kobielusz - Jerzy Kulej - Bogdan Lewandowski | - Marian Marczewski - Jerzy Młynarczyk - Tomasz Nałęcz - Agnieszka Pasternak - Czesław Pogoda - Maria Potępa - Sylwia Pusz - Elżbieta Romero | - Izabella Sierakowska - Mariola Sokołowska - Joanna Sosnowska - Cezary Stryjak - Władysław Szkop - Jan Sztwiertnia - Małgorzata Winiarczyk-Kossakowska - Edward Wojtalik |  |  |
| Klub Parlamentarny Samoobrona Rzeczypospolitej Polskiej | | | |  |  |
| | | | |  |  |
| - Mieczysław Aszkiełowicz - Renata Beger - Alfred Budner - Józef Cepil - Marian Curyło - Włodzimierz Czechowski - Krzysztof Filipek - Andrzej Grzesik | - Danuta Hojarska - Zdzisław Jankowski - Piotr Kozłowski - Mirosław Krajewski - Lech Kuropatwiński - Andrzej Lepper - Alicja Lis - Jan Łączny | - Wanda Łyżwińska - Stanisław Łyżwiński - Adam Ołdakowski - Henryk Ostrowski - Renata Rochnowska - Leszek Sułek - Tadeusz Szukała - Grzegorz Tuderek | - Tadeusz Urban - Marian Widz - Maria Wiśniowiecka - Genowefa Wiśniowska - Tadeusz Wojtkowiak - Kazimierz Wójcik - Maria Zbyrowska |  |  |
| Klub Parlamentarny Liga Polskich Rodzin | | | |  |  |
| | | | |  |  |
| - Janusz Dobrosz - Andrzej Fedorowicz - Roman Giertych - Stanisław Gudzowski - Witold Hatka | - Zbigniew Jacyna-Onyszkiewicz - Marek Kotlinowski - Andrzej Mańka - Gabriela Masłowska - Halina Murias | - Leszek Murzyn - Stanisław Papież - Elżbieta Ratajczak - Anna Sobecka - Ewa Sowińska | - Robert Strąk - Zenon Tyma - Zygmunt Wrzodak - Stanisław Zadora |  |  |
| Koło Parlamentarne Unii Pracy | | | |  |  |
| | | | |  |  |
| - Andrzej Aumiller - Barbara Błońska-Fajfrowska - Hanna Gucwińska | - Marian Janicki - Ewa Kralkowska - Józef Kubica | - Jan Orkisz - Alfred Owoc - Ryszard Pojda | - Marek Pol - Danuta Polak |  |  |
| Koło Poselskie Stronnictwa Gospodarczego | | | |  |  |
| | | | |  |  |
| - Michał Figlus - Roman Jagieliński - Andrzej Jagiełło | - Janusz Lisak - Zbigniew Musiał - Jerzy Pękała | - Krzysztof Rutkowski - Józef Skutecki - Adam Woś | - Leszek Zieliński - Lech Zielonka |  |  |
| Koło Poselskie „Dom Ojczysty” | | | |  |  |
| | | | |  |  |
| - Grzegorz Górniak - Ewa Kantor - Zofia Krasicka-Domka | - Piotr Krutul - Józef Laskowski - Józef Skowyra | - Piotr Smolana - Gertruda Szumska - Halina Szustak | - Stanisław Szyszkowski |  |  |
| Koło Poselskie Konserwatywno-Ludowe | | | |  |  |
| | | | |  |  |
| - Artur Balazs - Ireneusz Niewiarowski | - Krzysztof Oksiuta | - Małgorzata Rohde | - Andrzej Wojtyła |  |  |
| Koło Poselskie Ruchu Katolicko-Narodowego | | | |  |  |
| | | | |  |  |
| - Jerzy Czerwiński | - Krystyna Grabicka | - Antoni Macierewicz | - Antoni Stryjewski |  |  |
| Koło Poselskie Porozumienia Polskiego | | | |  |  |
| | | | |  |  |
| - Mariusz Grabowski | - Jan Łopuszański | - Halina Nowina Konopka | |  |  |
| Koło Poselskie Ruchu Odbudowy Polski | | | |  |  |
| | | | |  |  |
| - Tadeusz Kędziak | - Henryk Lewczuk | - Jan Olszewski | |  |  |
| Koło Poselskie Ruch Patriotyczny | | | |  |  |
| | | | |  |  |
| - Stanisław Głębocki | - Gabriel Janowski | - Marian Kwiatkowski | |  |  |
| Posłowie niezrzeszeni | | | |  |  |
| | | | |  |  |
| - Barbara Blida - Ryszard Bonda - Waldemar Borczyk - Jan Chaładaj - Mieczysław Czerniawski - Henryk Długosz - Stanisław Dulias - Zbigniew Dziewulski - Witold Firak - Franciszek Franczak | - Józef Głowa - Grzegorz Gruszka - Jerzy Hausner - Aleksandra Jakubowska - Stanisław Jarmoliński - Izabela Jaruga-Nowacka - Wiesław Kaczmarek - Ryszard Kędra - Bohdan Kopczyński - Henryk Kroll | - Stanisław Kurpiewski - Robert Luśnia - Mariusz Łapiński - Tomasz Mamiński - Marek Muszyński - Jerzy Müller - Zbigniew Nowak - Joanna Nowiak - Grażyna Paturalska - Helmut Paździor | - Andrzej Pęczak - Maciej Płażyński - Jerzy Szteliga - Zygmunt Szymański - Renata Szynalska - Józef Tomala - Zbigniew Witaszek - Marek Zagórski - Jacek Zdrojewski |  |  |

### Posłowie, których mandat wygasł w trakcie kadencji (29 posłów)
| Poseł           | Poseł                  | Data wygaśnięcia mandatu                   | Przyczyna                                                    | Następca                     |
| --------------- | ---------------------- | ------------------------------------------ | ------------------------------------------------------------ | ---------------------------- |
|                 | Edward Brzostowski     | 10 listopada 2002(dts)                     | wybór na Burmistrza Miasta Dębicy                            | Joanna Grobel-Proszowska     |
| Tadeusz Ferenc  | 10 listopada 2002(dts) | wybór na Prezydenta Miasta Rzeszowa        | Grzegorz Tuderek                                             |                              |
|                 | Lech Kaczyński         | 10 listopada 2002(dts)                     | wybór na Prezydenta Miasta Stołecznego Warszawy              | Andrzej Liss                 |
|                 | Józef Żywiec           | 19 lipca 2003(dts)                         | śmierć                                                       | Marian Widz                  |
|                 | Ryszard Ulicki         | 24 lipca 2003(dts)                         | powołanie na członka Krajowej Rady Radiofonii i Telewizji    | Ryszard Tomczyk              |
|                 | Józef Stasiewski       | 2 sierpnia 2003(dts)                       | śmierć                                                       | Maria Wiśniowiecka           |
|                 | Krzysztof Jurgiel      | 12 października 2003(dts)                  | wybór na senatora                                            | Jarosław Zieliński           |
|                 | Aleksander Małachowski | 26 stycznia 2004(dts)                      | śmierć                                                       | Jacek Zdrojewski             |
|                 | Wiesław Walendziak     | 15 marca 2004(dts)                         | zrzeczenie się mandatu                                       | Jolanta Szczypińska          |
| Adam Bielan     | 16 czerwca 2004(dts)   | wybór na posła do Parlamentu Europejskiego | Józef Fortuna                                                |                              |
|                 | Maciej Giertych        | wybór na posła do Parlamentu Europejskiego | 16 czerwca 2004(dts)                                         | Zbigniew Jacyna-Onyszkiewicz |
|                 | Dariusz Grabowski      | wybór na posła do Parlamentu Europejskiego | 16 czerwca 2004(dts)                                         | Maria Dziuba                 |
|                 | Michał Kamiński        | wybór na posła do Parlamentu Europejskiego | 16 czerwca 2004(dts)                                         | Wojciech Borzuchowski        |
|                 | Bogdan Klich           | wybór na posła do Parlamentu Europejskiego | 16 czerwca 2004(dts)                                         | Józef Krzyworzeka            |
|                 | Urszula Krupa          | wybór na posła do Parlamentu Europejskiego | 16 czerwca 2004(dts)                                         | Ewa Sowińska                 |
|                 | Zbigniew Kuźmiuk       | wybór na posła do Parlamentu Europejskiego | 16 czerwca 2004(dts)                                         | Tadeusz Balcerowski          |
|                 | Janusz Lewandowski     | wybór na posła do Parlamentu Europejskiego | 16 czerwca 2004(dts)                                         | Sławomir Nowak               |
|                 | Bogusław Liberadzki    | wybór na posła do Parlamentu Europejskiego | 16 czerwca 2004(dts)                                         | Grzegorz Napieralski         |
|                 | Marcin Libicki         | wybór na posła do Parlamentu Europejskiego | 16 czerwca 2004(dts)                                         | Anna Borucka-Cieślewicz      |
|                 | Bogdan Pęk             | wybór na posła do Parlamentu Europejskiego | 16 czerwca 2004(dts)                                         | Stefan Nowak                 |
|                 | Paweł Piskorski        | wybór na posła do Parlamentu Europejskiego | 16 czerwca 2004(dts)                                         | Leszek Samborski             |
|                 | Zdzisław Podkański     | wybór na posła do Parlamentu Europejskiego | 16 czerwca 2004(dts)                                         | Marian Wesołowski            |
|                 | Jacek Protasiewicz     | wybór na posła do Parlamentu Europejskiego | 16 czerwca 2004(dts)                                         | Jarosław Duda                |
|                 | Czesław Siekierski     | wybór na posła do Parlamentu Europejskiego | 16 czerwca 2004(dts)                                         | Leszek Bugaj                 |
|                 | Witold Tomczak         | wybór na posła do Parlamentu Europejskiego | 16 czerwca 2004(dts)                                         | Elżbieta Ratajczak           |
|                 | Janusz Wojciechowski   | wybór na posła do Parlamentu Europejskiego | 16 czerwca 2004(dts)                                         | Krystyna Ozga                |
|                 | Zbigniew Chrzanowski   | 13 września 2004(dts)                      | zrzeczenie się mandatu                                       | Jacek Wojciechowicz          |
|                 | Ryszard Chodynicki     | 4 października 2004(dts)                   | złożenie niezgodnego z prawdą oświadczenia osoby lustrowanej | Mirosław Krajewski           |
| Marek Olewiński | 29 marca 2005(dts)     | śmierć                                     | Mariola Sokołowska                                           |                              |

### Zmiany liczebności klubów w czasie kadencji
|                            | Klub lub koło | Klub lub koło | Klub lub koło | Klub lub koło | Klub lub koło | Klub lub koło | Klub lub koło | Klub lub koło | Klub lub koło | Klub lub koło | Klub lub koło | Klub lub koło | Klub lub koło | Klub lub koło | Klub lub koło | Klub lub koło | Klub lub koło | Klub lub koło | Klub lub koło | Niez. | Razem | Wakaty |
| SLD                        | PO            | SRP           | PiS           | PSL           | LPR           | UP            | SKL           | PLD           | ROP           | RKN           | PBL           | PP            | PRS           | FKP           | SDPL          | DO            | SG            | RP            |               | Niez. | Razem | Wakaty |
| -------------------------- | ------------- | ------------- | ------------- | ------------- | ------------- | ------------- | ------------- | ------------- | ------------- | ------------- | ------------- | ------------- | ------------- | ------------- | ------------- | ------------- | ------------- | ------------- | ------------- | ----- | ----- | ------ |
|                            |               |               |               |               |               |               |               |               |               |               |               |               |               |               |               |               |               |               |               |       | Razem | Wakaty |
| 19.10.2001                 | 200           | 65            | 53            | 44            | 42            | 38            | 16            | –             | –             | –             | –             | –             | –             | –             | –             | –             | –             | –             | –             | 2     | 460   | –      |
| 23.10.2001                 | 200           | 65            | 53            | 43            | 42            | 36            | 16            | –             | –             | –             | –             | –             | –             | –             | –             | –             | –             | –             | –             | 5     | 460   | –      |
| 13.11.2001                 | 200           | 65            | 53            | 43            | 41            | 36            | 16            | –             | –             | –             | –             | –             | –             | –             | –             | –             | –             | –             | –             | 6     | 460   | –      |
| 21.11.2001                 | 200           | 58            | 53            | 43            | 41            | 36            | 16            | 7             | –             | –             | –             | –             | –             | –             | –             | –             | –             | –             | –             | 6     | 460   | –      |
| 14.12.2001                 | 200           | 58            | 52            | 43            | 41            | 36            | 16            | 7             | –             | –             | –             | –             | –             | –             | –             | –             | –             | –             | –             | 7     | 460   | –      |
| 17.12.2001                 | 200           | 58            | 51            | 43            | 41            | 36            | 16            | 7             | –             | –             | –             | –             | –             | –             | –             | –             | –             | –             | –             | 8     | 460   | –      |
| 17.01.2002                 | 200           | 57            | 51            | 44            | 41            | 36            | 16            | 8             |               | –             | –             | –             | –             | –             | –             | –             | –             | –             | –             | 7     | 460   | –      |
| 13.02.2002                 | 199           | 57            | 51            | 44            | 41            | 36            | 16            | 8             | –             | –             | –             | –             | –             | –             | –             | –             | –             | –             | –             | 8     | 460   | –      |
| 15.03.2002                 | 199           | 57            | 50            | 44            | 41            | 36            | 16            | 8             | –             | –             | –             | –             | –             | –             | –             | –             | –             | –             | –             | 9     | 460   | –      |
| 04.04.2002                 | 198           | 57            | 50            | 44            | 41            | 36            | 16            | 8             | 3             | –             | –             | –             | –             | –             | –             | –             | –             | –             | –             | 7     | 460   | –      |
| 10.05.2002                 | 198           | 57            | 50            | 43            | 41            | 37            | 16            | 8             | 3             | –             | –             | –             | –             | –             | –             | –             | –             | –             | –             | 7     | 460   | –      |
| 03.07.2002                 | 198           | 57            | 49            | 43            | 41            | 37            | 16            | 8             | 3             | –             | –             | –             | –             | –             | –             | –             | –             | –             | –             | 8     | 460   | –      |
| 30.08.2002                 | 198           | 57            | 49            | 43            | 41            | 36            | 16            | 8             | 3             | 3             | –             | –             | –             | –             | –             | –             | –             | –             | –             | 6     | 460   | –      |
| 10.10.2002                 | 197           | 57            | 49            | 43            | 41            | 36            | 16            | 8             | 3             | 3             | –             | –             | –             | –             | –             | –             | –             | –             | –             | 7     | 460   | –      |
| 28.10.2002                 | 196           | 57            | 49            | 43            | 40            | 36            | 16            | 8             | 3             | 3             | –             | –             | –             | –             | –             | –             | –             | –             | –             | 9     | 460   | –      |
| 12.11.2002                 | 196           | 57            | 47            | 43            | 40            | 31            | 16            | 8             | 3             | 3             | 5             | –             | –             | –             | –             | –             | –             | –             | –             | 11    | 460   | –      |
| 13.11.2002                 | 194           | 57            | 47            | 42            | 40            | 31            | 16            | 8             | 3             | 3             | 5             | –             | –             | –             | –             | –             | –             | –             | –             | 11    | 457   | 3      |
| 22.11.2002                 | 196           | 57            | 47            | 43            | 40            | 31            | 16            | 8             | 3             | 3             | 5             | –             | –             | –             | –             | –             | –             | –             | –             | 11    | 460   | –      |
| 04.12.2002                 | 196           | 57            | 44            | 43            | 40            | 31            | 16            | 8             | 3             | 3             | 5             | –             | –             | –             | –             | –             | –             | –             | –             | 14    | 460   | –      |
| 17.12.2002                 | 196           | 57            | 42            | 43            | 40            | 28            | 16            | 8             | 3             | 3             | 5             | 4             | –             | –             | –             | –             | –             | –             | –             | 15    | 460   | –      |
| 18.12.2002                 | 196           | 57            | 42            | 43            | 40            | 30            | 16            | 8             | 3             | 3             | 5             | 4             | –             | –             | –             | –             | –             | –             | –             | 13    | 460   | –      |
| 08.01.2003                 | 196           | 57            | 42            | 43            | 40            | 29            | 16            | 8             | 4             | 3             | 5             | 4             | –             | –             | –             | –             | –             | –             | –             | 13    | 460   | –      |
| 23.01.2003                 | 196           | 57            | 42            | 43            | 40            | 29            | 16            | 8             | 4             | 3             | 5             | 4             | 3             | –             | –             | –             | –             | –             | –             | 10    | 460   | –      |
| 11.02.2003                 | 196           | 57            | 41            | 43            | 40            | 29            | 16            | 8             | 4             | 3             | 5             | 4             | 3             | –             | –             | –             | –             | –             | –             | 11    | 460   | –      |
| 26.02.2003                 | 196           | 57            | 41            | 43            | 40            | 28            | 16            | 8             | 4             | 3             | 5             | 4             | 3             | –             | –             | –             | –             | –             | –             | 12    | 460   | –      |
| 12.03.2003                 | 197           | 57            | 40            | 43            | 40            | 28            | 16            | 8             | 6             | 3             | 5             | 4             | 3             | –             | –             | –             | –             | –             | –             | 10    | 460   | –      |
| 13.03.2003                 | 197           | 57            | 40            | 43            | 40            | 28            | 16            | 8             | 6             | 3             | 5             | 4             | 3             | –             | –             | –             | –             | –             | –             | 10    | 460   | –      |
| 26.03.2003                 | 197           | 57            | 39            | 43            | 40            | 28            | 16            | 8             | 6             | 3             | 5             | 5             | 3             | –             | –             | –             | –             | –             | –             | 10    | 460   | –      |
| 27.03.2003                 | 193           | 57            | 39            | 43            | 39            | 28            | 16            | 8             | 6             | 3             | 5             | 5             | 3             | –             | –             | –             | –             | –             | –             | 15    | 460   | –      |
| 21.05.2003                 | 193           | 57            | 38            | 43            | 39            | 28            | 16            | 8             | 7             | 3             | 5             | 5             | 3             | –             | –             | –             | –             | –             | –             | 15    | 460   | –      |
| 11.06.2003                 | 193           | 56            | 37            | 43            | 39            | 28            | 16            | 8             | 9             | 3             | 5             | 5             | 3             | –             | –             | –             | –             | –             | –             | 15    | 460   | –      |
| 26.06.2003                 | 193           | 56            | 37            | 43            | 38            | 28            | 16            | 8             | 9             | 3             | 5             | 5             | 3             | –             | –             | –             | –             | –             | –             | 16    | 460   | –      |
| 09.07.2003                 | 192           | 56            | 37            | 43            | 38            | 28            | 16            | 8             | 9             | 3             | 5             | 5             | 3             | –             | –             | –             | –             | –             | –             | 17    | 460   | –      |
| 10.07.2003                 | 192           | 56            | 36            | 43            | 38            | 28            | 16            | 8             | 9             | 3             | 5             | 5             | 3             | –             | –             | –             | –             | –             | –             | 18    | 460   | –      |
| 23.07.2003                 | 192           | 56            | 31            | 43            | 38            | 28            | 16            | 8             | 9             | 3             | 5             | 6             | 3             | –             | –             | –             | –             | –             | –             | 21    | 460   | –      |
| 25.07.2003                 | 191           | 56            | 31            | 43            | 38            | 28            | 16            | 8             | 9             | 3             | 5             | 6             | 3             | –             | –             | –             | –             | –             | –             | 21    | 459   | 1      |
| 30.07.2003                 | 192           | 56            | 31            | 43            | 38            | 28            | 16            | 8             | 9             | 3             | 5             | 6             | 3             | –             | –             | –             | –             | –             | –             | 22    | 460   | –      |
| 27.08.2003                 | 191           | 56            | 31            | 43            | 38            | 28            | 16            | 8             | 9             | 3             | 5             | 6             | 3             | –             | –             | –             | –             | –             | –             | 23    | 460   | –      |
| 16.09.2003                 | 191           | 56            | 31            | 43            | 38            | 28            | 16            | 8             | 9             | 3             | 5             | 6             | 3             | 5             | –             | –             | –             | –             | –             | 18    | 460   | –      |
| 12.10.2003 albo 14.10.2003 | 191           | 56            | 31            | 42            | 38            | 28            | 16            | 8             | 9             | 3             | 5             | 6             | 3             | 5             | –             | –             | –             | –             | –             | 18    | 459   | 1      |
| 23.10.2003                 | 191           | 56            | 31            | 43            | 38            | 28            | 16            | 8             | 9             | 3             | 5             | 6             | 3             | 5             | –             | –             | –             | –             | –             | 18    | 460   | –      |
| 29.10.2003                 | 191           | 56            | 31            | 43            | 37            | 29            | 16            | 8             | 9             | 3             | 5             | 6             | 3             | 5             | –             | –             | –             | –             | –             | 18    | 460   | –      |
| 14.11.2003                 | 191           | 56            | 31            | 43            | 37            | 29            | 16            | 8             | 10            | 3             | 5             | 6             | 3             | 5             | –             | –             | –             | –             | –             | 17    | 460   | –      |
| 18.12.2003                 | 190           | 56            | 31            | 43            | 37            | 29            | 16            | 8             | 10            | 3             | 5             | 6             | 3             | 5             | –             | –             | –             | –             | –             | 18    | 460   | –      |
| 29.01.2004                 | 190           | 56            | 31            | 43            | 37            | 29            | 15            | 8             | 0             | 3             | 5             | 6             | 3             | 0             | 15            | –             | –             | –             | –             | 18    | 459   | 1      |
| 17.02.2004                 | 191           | 56            | 31            | 43            | 37            | 30            | 15            | 8             | –             | 3             | 5             | 6             | 3             | –             | 15            | –             | –             | –             | –             | 17    | 460   | –      |
| 04.03.2004                 | 192           | 56            | 31            | 43            | 37            | 30            | 15            | 8             | –             | 3             | 5             | 6             | 3             | –             | 15            | –             | –             | –             | –             | 16    | 460   | –      |
| 04.03.2004                 | 192           | 56            | 31            | 42            | 37            | 30            | 15            | 8             | –             | 3             | 5             | 6             | 3             | –             | 15            | –             | –             | –             | –             | 16    | 459   | 1      |
| 19.03.2004                 | 192           | 56            | 31            | 42            | 43            | 30            | 15            | 8             | –             | 3             | 5             | 0             | 3             | –             | 15            | –             | –             | –             | –             | 16    | 459   | 1      |
| 19.03.2004                 | 192           | 56            | 31            | 42            | 43            | 30            | 15            | 8             | –             | 3             | 5             | –             | 3             | –             | 15            | –             | –             | –             | –             | 16    | 459   | 1      |
| 30.03.2004                 | 168           | 56            | 31            | 43            | 43            | 30            | 15            | 8             | –             | 3             | 5             | –             | 3             | –             | 15            | –             | –             | –             | –             | 40    | 460   | –      |
| 31.03.2004                 | 162           | 56            | 31            | 43            | 43            | 30            | 15            | 8             | –             | 3             | 5             | –             | 3             | –             | 15            | –             | –             | –             | –             | 46    | 460   | –      |
| 01.04.2004                 | 162           | 55            | 31            | 43            | 43            | 30            | 15            | 8             | –             | 3             | 5             | –             | 3             | –             | 15            | –             | –             | –             | –             | 47    | 460   | –      |
| 02.04.2004                 | 158           | 55            | 31            | 43            | 43            | 30            | 15            | 8             | –             | 3             | 5             | –             | 3             | –             | 15            | 33            | –             | –             | –             | 18    | 460   | –      |
| 14.04.2004                 | 157           | 55            | 31            | 43            | 37            | 26            | 15            | 8             | –             | 3             | 5             | 6             | 3             | –             | 15            | 34            | –             | –             | –             | 22    | 460   | –      |
| 29.04.2004                 | 158           | 55            | 31            | 43            | 37            | 26            | 15            | 8             | –             | 3             | 5             | 6             | 3             | –             | 15            | 33            | 4             | –             | –             | 18    | 460   | –      |
| 12.05.2004                 | 157           | 55            | 31            | 43            | 37            | 26            | 15            | 8             | –             | 3             | 5             | 5             | 3             | –             | 17            | 33            | 4             | –             | –             | 18    | 460   | –      |
| 14.05.2004                 | 157           | 55            | 31            | 43            | 37            | 27            | 15            | 8             | –             | 3             | 5             | 5             | 3             | –             | 17            | 33            | 4             | –             | –             | 17    | 460   | –      |
| 17.06.2004                 | 156           | 51            | 31            | 40            | 35            | 24            | 15            | 8             | –             | 3             | 5             | 5             | 3             | –             | 17            | 33            | 4             | –             | –             | 17    | 447   | 13     |
| 24.06.2004                 | 157           | 55            | 31            | 43            | 38            | 25            | 15            | 8             | –             | 3             | 5             | 3             | 3             | –             | 17            | 33            | 4             | –             | –             | 19    | 459   | 1      |
| 30.06.2004                 | 157           | 55            | 31            | 43            | 39            | 25            | 15            | 8             | –             | 3             | 5             | 3             | 3             | –             | 15            | 33            | 4             | –             | –             | 21    | 460   | –      |
| 14.07.2004                 | 157           | 55            | 31            | 43            | 40            | 25            | 15            | 8             | –             | 3             | 5             | 3             | 3             | –             | 15            | 33            | 4             | –             | –             | 20    | 460   | –      |
| 16.07.2004                 | 157           | 55            | 31            | 43            | 40            | 25            | 15            | 8             | 15            | 3             | 5             | 3             | 3             | –             | 0             | 33            | 4             | –             | –             | 20    | 460   | –      |
| 22.07.2004                 | 157           | 55            | 31            | 43            | 40            | 25            | 15            | 8             | 0             | 3             | 5             | 3             | 3             | –             | –             | 33            | 4             | –             | –             | 35    | 460   | –      |
| 23.07.2004                 | 156           | 55            | 31            | 43            | 40            | 25            | 15            | 8             | 15            | 3             | 5             | 3             | 3             | –             | –             | 33            | 4             | –             | –             | 21    | 460   | –      |
| 24.08.2004                 | 156           | 55            | 31            | 43            | 40            | 25            | 15            | 8             | 0             | 3             | 5             | 3             | 3             | –             | –             | 33            | 4             | –             | –             | 36    | 460   | –      |
| 10.09.2004                 | 157           | 55            | 31            | 43            | 40            | 25            | 14            | 8             | –             | 3             | 5             | 3             | 3             | –             | –             | 33            | 4             | –             | –             | 36    | 460   | –      |
| 22.09.2004                 | 157           | 56            | 31            | 43            | 40            | 25            | 15            | 7             | 12            | 3             | 5             | 3             | 3             | –             | –             | 33            | 4             | –             | –             | 23    | 460   | –      |
| 08.10.2004                 | 157           | 56            | 31            | 44            | 40            | 25            | 15            | 6             | 12            | 3             | 5             | 3             | 3             | –             | –             | 33            | 4             | –             | –             | 23    | 460   | –      |
| 15.10.2004                 | 157           | 56            | 31            | 44            | 40            | 25            | 15            | 6             | 11            | 3             | 5             | 3             | 3             | –             | –             | 33            | 4             | –             | –             | 24    | 460   | –      |
| 05.11.2004                 | 157           | 56            | 30            | 44            | 40            | 25            | 15            | 6             | 11            | 3             | 5             | 3             | 3             | –             | –             | 33            | 4             | –             | –             | 25    | 460   | –      |
| 18.11.2004                 | 156           | 56            | 30            | 44            | 40            | 25            | 15            | 6             | 11            | 3             | 5             | 3             | 3             | –             | –             | 33            | 4             | –             | –             | 26    | 460   | –      |
| 25.11.2004                 | 155           | 56            | 30            | 44            | 40            | 25            | 15            | 6             | 11            | 3             | 5             | 3             | 3             | –             | –             | 33            | 4             | –             | –             | 27    | 460   | –      |
| 03.12.2004                 | 154           | 56            | 30            | 44            | 40            | 25            | 15            | 6             | 11            | 3             | 5             | 3             | 3             | –             | –             | 33            | 4             | –             | –             | 28    | 460   | –      |
| 14.12.2004                 | 154           | 56            | 30            | 44            | 40            | 25            | 15            | 5             | 11            | 3             | 5             | 3             | 3             | –             | –             | 32            | 4             | –             | –             | 30    | 460   | –      |
| 16.12.2004                 | 153           | 56            | 30            | 44            | 40            | 25            | 15            | 5             | 11            | 3             | 5             | 3             | 3             | –             | –             | 32            | 4             | –             | –             | 31    | 460   | –      |
| 05.01.2005                 | 152           | 56            | 30            | 44            | 40            | 25            | 15            | 5             | 11            | 3             | 5             | 3             | 3             | –             | –             | 32            | 4             | –             | –             | 32    | 460   | –      |
| 20.01.2005                 | 152           | 56            | 30            | 44            | 40            | 25            | 15            | 5             | 11            | 3             | 5             | 0             | 3             | –             | –             | 32            | 4             | –             | –             | 35    | 460   | –      |
| 21.01.2005                 | 152           | 56            | 30            | 46            | 40            | 25            | 15            | 5             | 11            | 3             | 5             | –             | 3             | –             | –             | 32            | 5             | –             | –             | 32    | 460   | –      |
| 16.02.2005                 | 152           | 56            | 30            | 46            | 40            | 25            | 14            | 5             | 11            | 3             | 5             | –             | 3             | –             | –             | 32            | 5             | –             | –             | 33    | 460   | –      |
| 17.02.2005                 | 152           | 56            | 30            | 46            | 40            | 25            | 13            | 5             | 11            | 3             | 5             | –             | 3             | –             | –             | 32            | 5             | –             | –             | 34    | 460   | –      |
| 02.03.2005                 | 150           | 56            | 30            | 46            | 40            | 25            | 13            | 5             | 11            | 3             | 5             | –             | 3             | –             | –             | 32            | 5             | –             | –             | 36    | 460   | –      |
| 09.03.2005                 | 149           | 56            | 30            | 46            | 40            | 25            | 13            | 5             | 11            | 3             | 5             | –             | 3             | –             | –             | 32            | 5             | –             | –             | 37    | 460   | –      |
| 22.03.2005                 | 149           | 56            | 30            | 46            | 40            | 25            | 13            | 5             | 0             | 3             | 5             | –             | 3             | –             | –             | 32            | 5             | 11            | –             | 37    | 460   | –      |
| 12.04.2005                 | 150           | 56            | 30            | 46            | 40            | 25            | 13            | 5             | –             | 3             | 5             | –             | 3             | –             | –             | 31            | 5             | 11            | –             | 37    | 460   | –      |
| 15.04.2005                 | 149           | 56            | 30            | 46            | 40            | 25            | 13            | 5             | –             | 3             | 5             | –             | 3             | –             | –             | 31            | 5             | 11            | –             | 38    | 460   | –      |
| 22.04.2005                 | 150           | 56            | 30            | 46            | 40            | 25            | 13            | 5             | –             | 3             | 5             | –             | 3             | –             | –             | 31            | 5             | 11            | –             | 37    | 460   | –      |
| 05.05.2005                 | 150           | 56            | 31            | 46            | 40            | 25            | 12            | 5             | –             | 3             | 4             | –             | 3             | –             | –             | 31            | 5             | 11            | –             | 38    | 460   | –      |
| 03.06.2005                 | 148           | 56            | 32            | 46            | 40            | 25            | 12            | 5             | –             | 3             | 4             | –             | 3             | –             | –             | 33            | 5             | 11            | –             | 37    | 460   | –      |
| 17.06.2005                 | 149           | 56            | 32            | 46            | 40            | 25            | 11            | 5             | –             | 3             | 4             | –             | 3             | –             | –             | 33            | 5             | 11            | –             | 37    | 460   | –      |
| 28.06.2005                 | 149           | 56            | 31            | 46            | 40            | 25            | 11            | 5             | –             | 3             | 4             | –             | 3             | –             | –             | 33            | 5             | 11            | –             | 38    | 460   | –      |
| 05.07.2005                 | 148           | 56            | 31            | 46            | 40            | 25            | 11            | 5             | –             | 3             | 4             | –             | 3             | –             | –             | 33            | 5             | 11            | 3             | 36    | 460   | –      |
| 26.07.2005                 | 148           | 56            | 31            | 46            | 40            | 24            | 11            | 5             | –             | 3             | 4             | –             | 3             | –             | –             | 32            | 5             | 11            | 3             | 38    | 460   | –      |
| 28.07.2005                 | 148           | 56            | 31            | 46            | 40            | 24            | 11            | 5             | –             | 3             | 4             | –             | 3             | –             | –             | 32            | 6             | 11            | 3             | 37    | 460   | –      |
| 29.07.2005                 | 148           | 56            | 31            | 46            | 40            | 24            | 11            | 5             | –             | 3             | 4             | –             | 3             | –             | –             | 32            | 6             | 11            | 0             | 40    | 460   | –      |
| 29.08.2005                 | 148           | 56            | 31            | 45            | 40            | 19            | 11            | 5             | –             | 3             | 4             | –             | 3             | –             | –             | 32            | 10            | 11            | –             | 42    | 460   | –      |
| 30.08.2005                 | 148           | 56            | 31            | 45            | 40            | 19            | 11            | 5             | –             | 3             | 4             | –             | 3             | –             | –             | 32            | 10            | 11            | 3             | 39    | 460   | –      |

## Lista według okręgów wyborczych
| Województwo dolnośląskie        | | | | | |                                                                                                   |                                                                                                   |                                                                                                   |                                                                                                   |                                                                                                   |                                                                                                   |                                                                                                   |
| Nr                              | Posłowie wybrani z list poszczególnych komitetów wyborczych (w nawiasach liczba zdobytych głosów) | Posłowie wybrani z list poszczególnych komitetów wyborczych (w nawiasach liczba zdobytych głosów) | Posłowie wybrani z list poszczególnych komitetów wyborczych (w nawiasach liczba zdobytych głosów)                                                      | Posłowie wybrani z list poszczególnych komitetów wyborczych (w nawiasach liczba zdobytych głosów)       | Posłowie wybrani z list poszczególnych komitetów wyborczych (w nawiasach liczba zdobytych głosów)                       | Posłowie wybrani z list poszczególnych komitetów wyborczych (w nawiasach liczba zdobytych głosów) | Posłowie wybrani z list poszczególnych komitetów wyborczych (w nawiasach liczba zdobytych głosów) | Posłowie wybrani z list poszczególnych komitetów wyborczych (w nawiasach liczba zdobytych głosów) | Posłowie wybrani z list poszczególnych komitetów wyborczych (w nawiasach liczba zdobytych głosów) | Posłowie wybrani z list poszczególnych komitetów wyborczych (w nawiasach liczba zdobytych głosów) | Posłowie wybrani z list poszczególnych komitetów wyborczych (w nawiasach liczba zdobytych głosów) | Posłowie wybrani z list poszczególnych komitetów wyborczych (w nawiasach liczba zdobytych głosów) |
| 1                               | | KKW Sojusz Lewicy Demokratycznej – Unia Pracy Jerzy Szmajdziński (72 719) Ryszard Zbrzyzny (19 713) Bronisława Kowalska (17 231) Władysław Rak (7852) Ryszard Maraszek (6743) Michał Turkiewicz (6130) Olgierd Poniźnik (5247)                                         | | KWW Platforma Obywatelska Tadeusz Maćkała (12 489)                                                      | | Samoobrona Rzeczpospolitej Polskiej Ryszard Bonda (8876)                                          |                                                                                                   | Prawo i Sprawiedliwość Adam Lipiński (7932)                                                       |                                                                                                   | Liga Polskich Rodzin Halina Szustak (7516)                                                        |                                                                                                   | Polskie Stronnictwo Ludowe Tadeusz Samborski (4555)                                               |
| 2                               | KKW Sojusz Lewicy Demokratycznej – Unia Pracy Marek Dyduch (33 287) Mieczysław Jedoń (20 667) Czesław Pogoda (10 820) Magdalena Banaś (8570) Krystyna Herman (7658) Adam Markiewicz (7194)                                                 | KWW Platforma Obywatelska Zbigniew Chlebowski (9300) | Samoobrona Rzeczpospolitej Polskiej Franciszek Franczak (7634)                                                                                         | | Liga Polskich Rodzin Grzegorz Górniak (4401)                                                                            |                                                                                                   |                                                                                                   |                                                                                                   |                                                                                                   |                                                                                                   |                                                                                                   |                                                                                                   |
| 3                               | KKW Sojusz Lewicy Demokratycznej – Unia Pracy Jan Chaładaj (29 124) Hanna Gucwińska (28 847) Janusz Krasoń (15 246) Jan Szymański (10 147) Teresa Jasztal (8551) Andrzej Otręba (7145)                                                     | KWW Platforma Obywatelska Bogdan Zdrojewski (47 297) Grzegorz Schetyna (4849) Jarosław Duda (3028) | | Prawo i Sprawiedliwość Kazimierz Ujazdowski (25 871) Marek Muszyński (2915)                             | | Samoobrona Rzeczpospolitej Polskiej Piotr Kozłowski (10 920)                                      |                                                                                                   | Liga Polskich Rodzin Antoni Stryjewski (12 492)                                                   |                                                                                                   | Polskie Stronnictwo Ludowe Janusz Dobrosz (5131)                                                  |                                                                                                   |                                                                                                   |
| Województwo kujawsko-pomorskie  | | | | | |                                                                                                   |                                                                                                   |                                                                                                   |                                                                                                   |                                                                                                   |                                                                                                   |                                                                                                   |
| Nr                              | Posłowie wybrani z list poszczególnych komitetów wyborczych (w nawiasach liczba zdobytych głosów) | Posłowie wybrani z list poszczególnych komitetów wyborczych (w nawiasach liczba zdobytych głosów) | Posłowie wybrani z list poszczególnych komitetów wyborczych (w nawiasach liczba zdobytych głosów)                                                      | Posłowie wybrani z list poszczególnych komitetów wyborczych (w nawiasach liczba zdobytych głosów)       | Posłowie wybrani z list poszczególnych komitetów wyborczych (w nawiasach liczba zdobytych głosów)                       | Posłowie wybrani z list poszczególnych komitetów wyborczych (w nawiasach liczba zdobytych głosów) | Posłowie wybrani z list poszczególnych komitetów wyborczych (w nawiasach liczba zdobytych głosów) | Posłowie wybrani z list poszczególnych komitetów wyborczych (w nawiasach liczba zdobytych głosów) | Posłowie wybrani z list poszczególnych komitetów wyborczych (w nawiasach liczba zdobytych głosów) | Posłowie wybrani z list poszczególnych komitetów wyborczych (w nawiasach liczba zdobytych głosów) | Posłowie wybrani z list poszczególnych komitetów wyborczych (w nawiasach liczba zdobytych głosów) | Posłowie wybrani z list poszczególnych komitetów wyborczych (w nawiasach liczba zdobytych głosów) |
| 4                               | | KKW Sojusz Lewicy Demokratycznej – Unia Pracy Anna Bańkowska (51 885) Janusz Zemke (29 104) Grzegorz Gruszka (23 055) Grażyna Ciemniak (8212) Barbara Hyla-Makowska (6578) Marcin Wnuk (6172) Renata Basta (4927)                                                      | | Samoobrona Rzeczpospolitej Polskiej Wojciech Mojzesowicz (14 870)                                       | | KWW Platforma Obywatelska Teresa Piotrowska (12 196)                                              |                                                                                                   | Liga Polskich Rodzin Witold Hatka (12 699)                                                        |                                                                                                   | Polskie Stronnictwo Ludowe Eugeniusz Kłopotek (9223)                                              |                                                                                                   | Prawo i Sprawiedliwość Tomasz Markowski (7047)                                                    |
| 5                               | KKW Sojusz Lewicy Demokratycznej – Unia Pracy Jerzy Wenderlich (52 392) Bogdan Lewandowski (10 593) Elżbieta Szparaga (7474) Bogdan Derwich (7123) Krystian Łuczak (7088) Mirosław Krajewski (6161) Mariola Sokołowska (5371)              | Samoobrona Rzeczpospolitej Polskiej Leszek Sułek (10 634) Lech Kuropatwiński (2840) | KWW Platforma Obywatelska Sławomir Rybicki (8808) | | Polskie Stronnictwo Ludowe Zbigniew Sosnowski (4246)                                                                    |                                                                                                   | Liga Polskich Rodzin Anna Sobecka (18 457)                                                        | Prawo i Sprawiedliwość Antoni Mężydło (4686)                                                      |                                                                                                   |                                                                                                   |                                                                                                   |                                                                                                   |
| Województwo lubelskie           | | | | | |                                                                                                   |                                                                                                   |                                                                                                   |                                                                                                   |                                                                                                   |                                                                                                   |                                                                                                   |
| Nr                              | Posłowie wybrani z list poszczególnych komitetów wyborczych (w nawiasach liczba zdobytych głosów) | Posłowie wybrani z list poszczególnych komitetów wyborczych (w nawiasach liczba zdobytych głosów) | Posłowie wybrani z list poszczególnych komitetów wyborczych (w nawiasach liczba zdobytych głosów)                                                      | Posłowie wybrani z list poszczególnych komitetów wyborczych (w nawiasach liczba zdobytych głosów)       | Posłowie wybrani z list poszczególnych komitetów wyborczych (w nawiasach liczba zdobytych głosów)                       | Posłowie wybrani z list poszczególnych komitetów wyborczych (w nawiasach liczba zdobytych głosów) | Posłowie wybrani z list poszczególnych komitetów wyborczych (w nawiasach liczba zdobytych głosów) | Posłowie wybrani z list poszczególnych komitetów wyborczych (w nawiasach liczba zdobytych głosów) | Posłowie wybrani z list poszczególnych komitetów wyborczych (w nawiasach liczba zdobytych głosów) | Posłowie wybrani z list poszczególnych komitetów wyborczych (w nawiasach liczba zdobytych głosów) | Posłowie wybrani z list poszczególnych komitetów wyborczych (w nawiasach liczba zdobytych głosów) | Posłowie wybrani z list poszczególnych komitetów wyborczych (w nawiasach liczba zdobytych głosów) |
| 6                               | | KKW Sojusz Lewicy Demokratycznej – Unia Pracy Izabella Sierakowska (65 878) Grzegorz Kurczuk (18 533) Wiktor Osik (8845) Arkadiusz Kasznia (5721) Zygmunt Szymański (5569)                                                                                             | | Polskie Stronnictwo Ludowe Leszek Świętochowski (6189) Tadeusz Polański (5221) Marian Wesołowski (3904) | | Samoobrona Rzeczpospolitej Polskiej Stanisław Głębocki (5153) Marian Widz (4420)                  |                                                                                                   | Liga Polskich Rodzin Gabriela Masłowska (12 243) Robert Luśnia (9205)                             |                                                                                                   | Prawo i Sprawiedliwość Elżbieta Kruk (17 478) Andrzej Mańka (5635)                                |                                                                                                   | KWW Platforma Obywatelska Zyta Gilowska (11 284)                                                  |
| 7                               | KKW Sojusz Lewicy Demokratycznej – Unia Pracy Lech Nikolski (25 692) Jan Byra (15 119) Zbigniew Janowski (10 054) Szczepan Skomra (8729) Tadeusz Badach (7588)                                                                             | Polskie Stronnictwo Ludowe Franciszek Stefaniuk (15 341) Arkadiusz Bratkowski (7595) Ryszard Stanibuła (6823) | Samoobrona Rzeczpospolitej Polskiej Jerzy Michalski (15 421) Marian Kwiatkowski (10 691)                                                               | Liga Polskich Rodzin Henryk Lewczuk (7224)                                                              | | KWW Platforma Obywatelska Stanisław Żmijan (4382)                                                 |                                                                                                   |                                                                                                   |                                                                                                   |                                                                                                   |                                                                                                   |                                                                                                   |
| Województwo lubuskie            | | | | | |                                                                                                   |                                                                                                   |                                                                                                   |                                                                                                   |                                                                                                   |                                                                                                   |                                                                                                   |
| Nr                              | Posłowie wybrani z list poszczególnych komitetów wyborczych (w nawiasach liczba zdobytych głosów) | Posłowie wybrani z list poszczególnych komitetów wyborczych (w nawiasach liczba zdobytych głosów) | Posłowie wybrani z list poszczególnych komitetów wyborczych (w nawiasach liczba zdobytych głosów)                                                      | Posłowie wybrani z list poszczególnych komitetów wyborczych (w nawiasach liczba zdobytych głosów)       | Posłowie wybrani z list poszczególnych komitetów wyborczych (w nawiasach liczba zdobytych głosów)                       | Posłowie wybrani z list poszczególnych komitetów wyborczych (w nawiasach liczba zdobytych głosów) | Posłowie wybrani z list poszczególnych komitetów wyborczych (w nawiasach liczba zdobytych głosów) | Posłowie wybrani z list poszczególnych komitetów wyborczych (w nawiasach liczba zdobytych głosów) | Posłowie wybrani z list poszczególnych komitetów wyborczych (w nawiasach liczba zdobytych głosów) | Posłowie wybrani z list poszczególnych komitetów wyborczych (w nawiasach liczba zdobytych głosów) | Posłowie wybrani z list poszczególnych komitetów wyborczych (w nawiasach liczba zdobytych głosów) | Posłowie wybrani z list poszczególnych komitetów wyborczych (w nawiasach liczba zdobytych głosów) |
| 8                               | | KKW Sojusz Lewicy Demokratycznej – Unia Pracy Andrzej Brachmański (32 251) Jan Kochanowski (16 017) Bogusław Wontor (13 367) Franciszek Wołowicz (12 415) Alfred Owoc (11 364) Jakub Derech-Krzycki (10 739) Robert Smoleń (9682)                                      | | KWW Platforma Obywatelska Dariusz Bachalski (9186)                                                      | | Samoobrona Rzeczpospolitej Polskiej Henryk Ostrowski (9653)                                       |                                                                                                   | Polskie Stronnictwo Ludowe Józef Zych (7378)                                                      |                                                                                                   | Prawo i Sprawiedliwość Kazimierz Marcinkiewicz (8367)                                             |                                                                                                   | Liga Polskich Rodzin Stanisław Gudzowski (6197)                                                   |
| Województwo łódzkie             | | | | | |                                                                                                   |                                                                                                   |                                                                                                   |                                                                                                   |                                                                                                   |                                                                                                   |                                                                                                   |
| Nr                              | Posłowie wybrani z list poszczególnych komitetów wyborczych (w nawiasach liczba zdobytych głosów) | Posłowie wybrani z list poszczególnych komitetów wyborczych (w nawiasach liczba zdobytych głosów) | Posłowie wybrani z list poszczególnych komitetów wyborczych (w nawiasach liczba zdobytych głosów)                                                      | Posłowie wybrani z list poszczególnych komitetów wyborczych (w nawiasach liczba zdobytych głosów)       | Posłowie wybrani z list poszczególnych komitetów wyborczych (w nawiasach liczba zdobytych głosów)                       | Posłowie wybrani z list poszczególnych komitetów wyborczych (w nawiasach liczba zdobytych głosów) | Posłowie wybrani z list poszczególnych komitetów wyborczych (w nawiasach liczba zdobytych głosów) | Posłowie wybrani z list poszczególnych komitetów wyborczych (w nawiasach liczba zdobytych głosów) | Posłowie wybrani z list poszczególnych komitetów wyborczych (w nawiasach liczba zdobytych głosów) | Posłowie wybrani z list poszczególnych komitetów wyborczych (w nawiasach liczba zdobytych głosów) | Posłowie wybrani z list poszczególnych komitetów wyborczych (w nawiasach liczba zdobytych głosów) | Posłowie wybrani z list poszczególnych komitetów wyborczych (w nawiasach liczba zdobytych głosów) |
| 9                               | | KKW Sojusz Lewicy Demokratycznej – Unia Pracy Leszek Miller (145 637) Zbigniew Kaniewski (4037) Ewa Kralkowska (3676) Krzysztof Baszczyński (3588) Alicja Murynowicz (3311) Elżbieta Jankowska (2139)                                                                  | | KWW Platforma Obywatelska Iwona Śledzińska-Katarasińska (12 161) Mirosław Drzewiecki (7823)             | | Prawo i Sprawiedliwość Elżbieta Więcławska-Sauk (13 186)                                          |                                                                                                   | Liga Polskich Rodzin Ewa Sowińska (4035)                                                          |                                                                                                   | Samoobrona Rzeczpospolitej Polskiej Krzysztof Rutkowski (13 946)                                  |                                                                                                   |                                                                                                   |
| 10                              | KKW Sojusz Lewicy Demokratycznej – Unia Pracy Zbigniew Sobotka (17 838) Roman Jagieliński (15 515) Zbigniew Musiał (10 444) Bogdan Bujak (9164)                                                                                            | | Samoobrona Rzeczpospolitej Polskiej Stanisław Łyżwiński (9080) Dorota Kwaśniewska (4432)                                                               | | Polskie Stronnictwo Ludowe Krystyna Ozga (6674)                                                                         |                                                                                                   | KWW Platforma Obywatelska Elżbieta Radziszewska (6682)                                            |                                                                                                   | Liga Polskich Rodzin Tadeusz Kędziak (3853)                                                       |                                                                                                   |                                                                                                   |                                                                                                   |
| 11                              | KKW Sojusz Lewicy Demokratycznej – Unia Pracy Andrzej Pęczak (34 813) Irena Nowacka (14 437) Michał Kaczmarek (14 147) Wojciech Olejniczak (11 500) Anita Błochowiak (11 098)                                                              | Samoobrona Rzeczpospolitej Polskiej Renata Rochnowska (10 489) Waldemar Borczyk (8924) | Polskie Stronnictwo Ludowe Wojciech Zarzycki (7496) Tadeusz Gajda (5391)                                                                               | KWW Platforma Obywatelska Cezary Grabarczyk (5669)                                                      | Liga Polskich Rodzin Krystyna Grabicka (7594)                                                                           |                                                                                                   | Prawo i Sprawiedliwość Piotr Krzywicki (6481)                                                     |                                                                                                   |                                                                                                   |                                                                                                   |                                                                                                   |                                                                                                   |
| Województwo małopolskie         | | | | | |                                                                                                   |                                                                                                   |                                                                                                   |                                                                                                   |                                                                                                   |                                                                                                   |                                                                                                   |
| Nr                              | Posłowie wybrani z list poszczególnych komitetów wyborczych (w nawiasach liczba zdobytych głosów) | Posłowie wybrani z list poszczególnych komitetów wyborczych (w nawiasach liczba zdobytych głosów) | Posłowie wybrani z list poszczególnych komitetów wyborczych (w nawiasach liczba zdobytych głosów)                                                      | Posłowie wybrani z list poszczególnych komitetów wyborczych (w nawiasach liczba zdobytych głosów)       | Posłowie wybrani z list poszczególnych komitetów wyborczych (w nawiasach liczba zdobytych głosów)                       | Posłowie wybrani z list poszczególnych komitetów wyborczych (w nawiasach liczba zdobytych głosów) | Posłowie wybrani z list poszczególnych komitetów wyborczych (w nawiasach liczba zdobytych głosów) | Posłowie wybrani z list poszczególnych komitetów wyborczych (w nawiasach liczba zdobytych głosów) | Posłowie wybrani z list poszczególnych komitetów wyborczych (w nawiasach liczba zdobytych głosów) | Posłowie wybrani z list poszczególnych komitetów wyborczych (w nawiasach liczba zdobytych głosów) | Posłowie wybrani z list poszczególnych komitetów wyborczych (w nawiasach liczba zdobytych głosów) | Posłowie wybrani z list poszczególnych komitetów wyborczych (w nawiasach liczba zdobytych głosów) |
| 12                              | | KKW Sojusz Lewicy Demokratycznej – Unia Pracy Janusz Lisak (14 925) Stanisław Rydzoń (9914) Halina Talaga (7580) | | KWW Platforma Obywatelska Paweł Graś (8118)                                                             | | Liga Polskich Rodzin Leszek Murzyn (5910)                                                         |                                                                                                   | Prawo i Sprawiedliwość Józef Fortuna (3111)                                                       |                                                                                                   | Polskie Stronnictwo Ludowe Leszek Zieliński (3811)                                                |                                                                                                   |                                                                                                   |
| 13                              | KKW Sojusz Lewicy Demokratycznej – Unia Pracy Kazimierz Chrzanowski (38 802) Bronisław Cieślak (24 252) Jerzy Hausner (13 419) Anna Filek (7601) Jan Orkisz (7483)                                                                         | KWW Platforma Obywatelska Jan Rokita (20 251) Tomasz Szczypiński (9631) Józef Krzyworzeka (5300) | | Prawo i Sprawiedliwość Zbigniew Ziobro (36 309) Zbigniew Wassermann (9578)                              | | Liga Polskich Rodzin Marek Kotlinowski (22 571) Stanisław Papież (3080)                           |                                                                                                   | Samoobrona Rzeczpospolitej Polskiej Kazimierz Wójcik (9668)                                       |                                                                                                   | Polskie Stronnictwo Ludowe Stefan Nowak (1492)                                                    |                                                                                                   |                                                                                                   |
| 14                              | KKW Sojusz Lewicy Demokratycznej – Unia Pracy Kazimierz Sas (24 046) Jan Knapik (5895) Stanisław Jarmoliński (3062) | KWW Platforma Obywatelska Andrzej Czerwiński (11 868) Tadeusz Parchański (4926) | Prawo i Sprawiedliwość Ryszard Nowak (7691) | Liga Polskich Rodzin Zofia Krasicka-Domka (15 755)                                                      | | Polskie Stronnictwo Ludowe Bronisław Dutka (4484)                                                 |                                                                                                   | Samoobrona Rzeczpospolitej Polskiej Tadeusz Szukała (4884)                                        |                                                                                                   |                                                                                                   |                                                                                                   |                                                                                                   |
| 15                              | KKW Sojusz Lewicy Demokratycznej – Unia Pracy Krzysztof Janik (32 183) Andrzej Skrzyński (3910) | | Polskie Stronnictwo Ludowe Wiesław Woda (14 746) Jan Kubik (4098)                                                                                      | | KWW Platforma Obywatelska Aleksander Grad (9637)                                                                        | Liga Polskich Rodzin Mariusz Grabowski (19 002)                                                   |                                                                                                   | Samoobrona Rzeczpospolitej Polskiej Marian Curyło (7625)                                          |                                                                                                   | Prawo i Sprawiedliwość Barbara Marianowska (6291)                                                 |                                                                                                   |                                                                                                   |
| Województwo mazowieckie         | | | | | |                                                                                                   |                                                                                                   |                                                                                                   |                                                                                                   |                                                                                                   |                                                                                                   |                                                                                                   |
| Nr                              | Posłowie wybrani z list poszczególnych komitetów wyborczych (w nawiasach liczba zdobytych głosów) | Posłowie wybrani z list poszczególnych komitetów wyborczych (w nawiasach liczba zdobytych głosów) | Posłowie wybrani z list poszczególnych komitetów wyborczych (w nawiasach liczba zdobytych głosów)                                                      | Posłowie wybrani z list poszczególnych komitetów wyborczych (w nawiasach liczba zdobytych głosów)       | Posłowie wybrani z list poszczególnych komitetów wyborczych (w nawiasach liczba zdobytych głosów)                       | Posłowie wybrani z list poszczególnych komitetów wyborczych (w nawiasach liczba zdobytych głosów) | Posłowie wybrani z list poszczególnych komitetów wyborczych (w nawiasach liczba zdobytych głosów) | Posłowie wybrani z list poszczególnych komitetów wyborczych (w nawiasach liczba zdobytych głosów) | Posłowie wybrani z list poszczególnych komitetów wyborczych (w nawiasach liczba zdobytych głosów) | Posłowie wybrani z list poszczególnych komitetów wyborczych (w nawiasach liczba zdobytych głosów) | Posłowie wybrani z list poszczególnych komitetów wyborczych (w nawiasach liczba zdobytych głosów) | Posłowie wybrani z list poszczególnych komitetów wyborczych (w nawiasach liczba zdobytych głosów) |
| 16                              | | KKW Sojusz Lewicy Demokratycznej – Unia Pracy Zbigniew Siemiątkowski (34 395) Andrzej Piłat (18 333) Benedykt Suchecki (6414) Aldona Michalak (4912) Aleksandra Łuszczyńska (4783)                                                                                     | | Polskie Stronnictwo Ludowe Waldemar Pawlak (17 279) Zbigniew Komorowski (6075)                          | | Samoobrona Rzeczpospolitej Polskiej Jerzy Pękała (8212)                                           |                                                                                                   | KWW Platforma Obywatelska Łukasz Abgarowicz (4088)                                                |                                                                                                   | Prawo i Sprawiedliwość Wojciech Jasiński (5595)                                                   |                                                                                                   |                                                                                                   |
| 17                              | KKW Sojusz Lewicy Demokratycznej – Unia Pracy Marek Wikiński (13 196) Danuta Grabowska (12 673) Tomasz Nałęcz (11 410) | Polskie Stronnictwo Ludowe Tadeusz Balcerowski (4104) Maria Dziuba (3301) | Samoobrona Rzeczpospolitej Polskiej Wanda Łyżwińska (6927)                                                                                             | KWW Platforma Obywatelska Ewa Kopacz (7378)                                                             | Prawo i Sprawiedliwość Marek Suski (3552)                                                                               |                                                                                                   | Liga Polskich Rodzin Jan Łopuszański (14 355)                                                     |                                                                                                   |                                                                                                   |                                                                                                   |                                                                                                   |                                                                                                   |
| 18                              | KKW Sojusz Lewicy Demokratycznej – Unia Pracy Józef Oleksy (55 703) Stanisław Kurpiewski (6713) Stanisława Prządka (4017) Zbigniew Krutczenko (3942)                                                                                       | Polskie Stronnictwo Ludowe Jarosław Kalinowski (38 664) Marek Sawicki (6543) Zbigniew Deptuła (3407) | Samoobrona Rzeczpospolitej Polskiej Krzysztof Filipek (16 180) Zbigniew Dziewulski (6423)                                                              | | Liga Polskich Rodzin Gabriel Janowski (21 651)                                                                          | Prawo i Sprawiedliwość Marian Piłka (9659)                                                        |                                                                                                   | KWW Platforma Obywatelska Jacek Wojciechowicz (3058)                                              |                                                                                                   |                                                                                                   |                                                                                                   |                                                                                                   |
| 19                              | KKW Sojusz Lewicy Demokratycznej – Unia Pracy Marek Borowski (149 233) Ryszard Kalisz (33 392) Piotr Gadzinowski (10 731) Katarzyna Piekarska (8266) Mirosława Kątna (5705) Michał Tober (5680) Jerzy Kulej (3488) Jacek Zdrojewski (3458) | | Prawo i Sprawiedliwość Jarosław Kaczyński (144 343) Mariusz Kamiński (5257) Paweł Poncyljusz (1138) Hanna Mierzejewska (771) Bartłomiej Szrajber (736) | | KWW Platforma Obywatelska Bronisław Komorowski (14 493) Marta Fogler (9601) Jerzy Hertel (6297) Leszek Samborski (5596) | Liga Polskich Rodzin Antoni Macierewicz (24 900) Jan Olszewski (13 255)                           |                                                                                                   |                                                                                                   |                                                                                                   |                                                                                                   |                                                                                                   |                                                                                                   |
| 20                              | KKW Sojusz Lewicy Demokratycznej – Unia Pracy Wiesław Kaczmarek (20 235) Andrzej Celiński (14 193) Mariusz Łapiński (7511) | Prawo i Sprawiedliwość Ludwik Dorn (17 482) Artur Zawisza (5648) | KWW Platforma Obywatelska Krzysztof Oksiuta (13 148) Alicja Olechowska (7429)                                                                          | Liga Polskich Rodzin Roman Giertych (13 261)                                                            | | Samoobrona Rzeczpospolitej Polskiej Zbigniew Witaszek (7583)                                      |                                                                                                   | Polskie Stronnictwo Ludowe Janusz Piechociński (7194)                                             |                                                                                                   |                                                                                                   |                                                                                                   |                                                                                                   |
| Województwo opolskie            | | | | | |                                                                                                   |                                                                                                   |                                                                                                   |                                                                                                   |                                                                                                   |                                                                                                   |                                                                                                   |
| Nr                              | Posłowie wybrani z list poszczególnych komitetów wyborczych (w nawiasach liczba zdobytych głosów) | Posłowie wybrani z list poszczególnych komitetów wyborczych (w nawiasach liczba zdobytych głosów) | Posłowie wybrani z list poszczególnych komitetów wyborczych (w nawiasach liczba zdobytych głosów)                                                      | Posłowie wybrani z list poszczególnych komitetów wyborczych (w nawiasach liczba zdobytych głosów)       | Posłowie wybrani z list poszczególnych komitetów wyborczych (w nawiasach liczba zdobytych głosów)                       | Posłowie wybrani z list poszczególnych komitetów wyborczych (w nawiasach liczba zdobytych głosów) | Posłowie wybrani z list poszczególnych komitetów wyborczych (w nawiasach liczba zdobytych głosów) | Posłowie wybrani z list poszczególnych komitetów wyborczych (w nawiasach liczba zdobytych głosów) | Posłowie wybrani z list poszczególnych komitetów wyborczych (w nawiasach liczba zdobytych głosów) | Posłowie wybrani z list poszczególnych komitetów wyborczych (w nawiasach liczba zdobytych głosów) | Posłowie wybrani z list poszczególnych komitetów wyborczych (w nawiasach liczba zdobytych głosów) | Posłowie wybrani z list poszczególnych komitetów wyborczych (w nawiasach liczba zdobytych głosów) |
| 21                              | | KKW Sojusz Lewicy Demokratycznej – Unia Pracy Aleksandra Jakubowska (36 496) Jerzy Szteliga (25 813) Józef Pilarczyk (7083) Andrzej Namysło (4112) Kazimierz Pietrzyk (3937)                                                                                           | | Mniejszość Niemiecka Henryk Kroll (11 704) Helmut Paździor (7989)                                       | | KWW Platforma Obywatelska Leszek Korzeniowski (10 644) Tadeusz Jarmuziewicz (5340)                |                                                                                                   | Samoobrona Rzeczpospolitej Polskiej Zenon Tyma (10 853) Józef Tomala (5042)                       |                                                                                                   | Liga Polskich Rodzin Jerzy Czerwiński (5718)                                                      |                                                                                                   | Prawo i Sprawiedliwość Andrzej Diakonow (2990)                                                    |
| Województwo podkarpackie        | | | | | |                                                                                                   |                                                                                                   |                                                                                                   |                                                                                                   |                                                                                                   |                                                                                                   |                                                                                                   |
| Nr                              | Posłowie wybrani z list poszczególnych komitetów wyborczych (w nawiasach liczba zdobytych głosów) | Posłowie wybrani z list poszczególnych komitetów wyborczych (w nawiasach liczba zdobytych głosów) | Posłowie wybrani z list poszczególnych komitetów wyborczych (w nawiasach liczba zdobytych głosów)                                                      | Posłowie wybrani z list poszczególnych komitetów wyborczych (w nawiasach liczba zdobytych głosów)       | Posłowie wybrani z list poszczególnych komitetów wyborczych (w nawiasach liczba zdobytych głosów)                       | Posłowie wybrani z list poszczególnych komitetów wyborczych (w nawiasach liczba zdobytych głosów) | Posłowie wybrani z list poszczególnych komitetów wyborczych (w nawiasach liczba zdobytych głosów) | Posłowie wybrani z list poszczególnych komitetów wyborczych (w nawiasach liczba zdobytych głosów) | Posłowie wybrani z list poszczególnych komitetów wyborczych (w nawiasach liczba zdobytych głosów) | Posłowie wybrani z list poszczególnych komitetów wyborczych (w nawiasach liczba zdobytych głosów) | Posłowie wybrani z list poszczególnych komitetów wyborczych (w nawiasach liczba zdobytych głosów) | Posłowie wybrani z list poszczególnych komitetów wyborczych (w nawiasach liczba zdobytych głosów) |
| 22                              | | KKW Sojusz Lewicy Demokratycznej – Unia Pracy Witold Firak (11 678) Marian Kawa (8878) Wojciech Domaradzki (7574) Tadeusz Kaleniecki (7312) | | Polskie Stronnictwo Ludowe Adam Woś (5604) Mieczysław Kasprzak (5331)                                   | | Samoobrona Rzeczpospolitej Polskiej Alicja Lis (9960) Józef Głowa (3733)                          |                                                                                                   | Liga Polskich Rodzin Ryszard Kędra (9628)                                                         |                                                                                                   | Prawo i Sprawiedliwość Marek Kuchciński (4741)                                                    |                                                                                                   | KWW Platforma Obywatelska Elżbieta Łukacijewska (5447)                                            |
| 23                              | KKW Sojusz Lewicy Demokratycznej – Unia Pracy Wiesław Ciesielski (24 553) Władysław Stępień (16 794) Stanisław Janas (10 087) Joanna Grobel-Proszowska (6009) Grzegorz Tuderek (5343)                                                      | | Liga Polskich Rodzin Zygmunt Wrzodak (32 434) Ewa Kantor (5958) Halina Murias (4101)                                                                   | | Polskie Stronnictwo Ludowe Jan Bury (9852) Bolesław Bujak (7777)                                                        |                                                                                                   | Samoobrona Rzeczpospolitej Polskiej Maria Zbyrowska (13 837) Tadeusz Urban (4391)                 |                                                                                                   | KWW Platforma Obywatelska Jan Tomaka (8752) Krystyna Skowrońska (3894)                            |                                                                                                   | Prawo i Sprawiedliwość Marek Jurek (14 256)                                                       |                                                                                                   |
| Województwo podlaskie           | | | | | |                                                                                                   |                                                                                                   |                                                                                                   |                                                                                                   |                                                                                                   |                                                                                                   |                                                                                                   |
| Nr                              | Posłowie wybrani z list poszczególnych komitetów wyborczych (w nawiasach liczba zdobytych głosów) | Posłowie wybrani z list poszczególnych komitetów wyborczych (w nawiasach liczba zdobytych głosów) | Posłowie wybrani z list poszczególnych komitetów wyborczych (w nawiasach liczba zdobytych głosów)                                                      | Posłowie wybrani z list poszczególnych komitetów wyborczych (w nawiasach liczba zdobytych głosów)       | Posłowie wybrani z list poszczególnych komitetów wyborczych (w nawiasach liczba zdobytych głosów)                       | Posłowie wybrani z list poszczególnych komitetów wyborczych (w nawiasach liczba zdobytych głosów) | Posłowie wybrani z list poszczególnych komitetów wyborczych (w nawiasach liczba zdobytych głosów) | Posłowie wybrani z list poszczególnych komitetów wyborczych (w nawiasach liczba zdobytych głosów) | Posłowie wybrani z list poszczególnych komitetów wyborczych (w nawiasach liczba zdobytych głosów) | Posłowie wybrani z list poszczególnych komitetów wyborczych (w nawiasach liczba zdobytych głosów) | Posłowie wybrani z list poszczególnych komitetów wyborczych (w nawiasach liczba zdobytych głosów) | Posłowie wybrani z list poszczególnych komitetów wyborczych (w nawiasach liczba zdobytych głosów) |
| 24                              | | KKW Sojusz Lewicy Demokratycznej – Unia Pracy Włodzimierz Cimoszewicz (71 819) Eugeniusz Czykwin (11 834) Mieczysław Czerniawski (9193) Jan Zaworski (8752) Barbara Ciruk (5915) Aleksander Czuż (4336)                                                                | | Samoobrona Rzeczpospolitej Polskiej Genowefa Wiśniowska (12 587) Józef Laskowski (7304)                 | | Liga Polskich Rodzin Piotr Krutul (21 698) Andrzej Fedorowicz (3920)                              |                                                                                                   | Prawo i Sprawiedliwość Jarosław Zieliński (8337) Wojciech Borzuchowski (1468)                     |                                                                                                   | Polskie Stronnictwo Ludowe Edmund Borawski (7727) Józef Mioduszewski (3517)                       |                                                                                                   | KWW Platforma Obywatelska Marek Zagórski (7181)                                                   |
| Województwo pomorskie           | | | | | |                                                                                                   |                                                                                                   |                                                                                                   |                                                                                                   |                                                                                                   |                                                                                                   |                                                                                                   |
| Nr                              | Posłowie wybrani z list poszczególnych komitetów wyborczych (w nawiasach liczba zdobytych głosów) | Posłowie wybrani z list poszczególnych komitetów wyborczych (w nawiasach liczba zdobytych głosów) | Posłowie wybrani z list poszczególnych komitetów wyborczych (w nawiasach liczba zdobytych głosów)                                                      | Posłowie wybrani z list poszczególnych komitetów wyborczych (w nawiasach liczba zdobytych głosów)       | Posłowie wybrani z list poszczególnych komitetów wyborczych (w nawiasach liczba zdobytych głosów)                       | Posłowie wybrani z list poszczególnych komitetów wyborczych (w nawiasach liczba zdobytych głosów) | Posłowie wybrani z list poszczególnych komitetów wyborczych (w nawiasach liczba zdobytych głosów) | Posłowie wybrani z list poszczególnych komitetów wyborczych (w nawiasach liczba zdobytych głosów) | Posłowie wybrani z list poszczególnych komitetów wyborczych (w nawiasach liczba zdobytych głosów) | Posłowie wybrani z list poszczególnych komitetów wyborczych (w nawiasach liczba zdobytych głosów) | Posłowie wybrani z list poszczególnych komitetów wyborczych (w nawiasach liczba zdobytych głosów) | Posłowie wybrani z list poszczególnych komitetów wyborczych (w nawiasach liczba zdobytych głosów) |
| 25                              | | KKW Sojusz Lewicy Demokratycznej – Unia Pracy Jolanta Banach (45 128) Małgorzata Ostrowska (13 522) Franciszek Potulski (12 455) Edmund Stachowicz (7600) Jerzy Młynarczyk (5722)                                                                                      | | KWW Platforma Obywatelska Maciej Płażyński (66 290) Grażyna Paturalska (4004) Sławomir Nowak (2130)     | | Prawo i Sprawiedliwość Tadeusz Cymański (1071) Andrzej Liss (530)                                 |                                                                                                   | Samoobrona Rzeczpospolitej Polskiej Danuta Hojarska (8796)                                        |                                                                                                   | Liga Polskich Rodzin Gertruda Szumska (6596)                                                      |                                                                                                   |                                                                                                   |
| 26                              | KKW Sojusz Lewicy Demokratycznej – Unia Pracy Izabela Jaruga-Nowacka (23 666) Władysław Szkop (19 130) Jan Sieńko (12 601) Jacek Kowalik (9165) Joanna Senyszyn (8317) Andrzej Różański (8192)                                             | KWW Platforma Obywatelska Donald Tusk (56 048) Dorota Arciszewska-Mielewczyk (5758) Jerzy Budnik (5567) Kazimierz Plocke (4876) | Prawo i Sprawiedliwość Jolanta Szczypińska (3501) | Samoobrona Rzeczpospolitej Polskiej Lech Zielonka (8993)                                                | Liga Polskich Rodzin Robert Strąk (5775)                                                                                |                                                                                                   | Polskie Stronnictwo Ludowe Stanisław Kalinowski (4676)                                            |                                                                                                   |                                                                                                   |                                                                                                   |                                                                                                   |                                                                                                   |
| Województwo śląskie             | | | | | |                                                                                                   |                                                                                                   |                                                                                                   |                                                                                                   |                                                                                                   |                                                                                                   |                                                                                                   |
| Nr                              | Posłowie wybrani z list poszczególnych komitetów wyborczych (w nawiasach liczba zdobytych głosów) | Posłowie wybrani z list poszczególnych komitetów wyborczych (w nawiasach liczba zdobytych głosów) | Posłowie wybrani z list poszczególnych komitetów wyborczych (w nawiasach liczba zdobytych głosów)                                                      | Posłowie wybrani z list poszczególnych komitetów wyborczych (w nawiasach liczba zdobytych głosów)       | Posłowie wybrani z list poszczególnych komitetów wyborczych (w nawiasach liczba zdobytych głosów)                       | Posłowie wybrani z list poszczególnych komitetów wyborczych (w nawiasach liczba zdobytych głosów) | Posłowie wybrani z list poszczególnych komitetów wyborczych (w nawiasach liczba zdobytych głosów) | Posłowie wybrani z list poszczególnych komitetów wyborczych (w nawiasach liczba zdobytych głosów) | Posłowie wybrani z list poszczególnych komitetów wyborczych (w nawiasach liczba zdobytych głosów) | Posłowie wybrani z list poszczególnych komitetów wyborczych (w nawiasach liczba zdobytych głosów) | Posłowie wybrani z list poszczególnych komitetów wyborczych (w nawiasach liczba zdobytych głosów) | Posłowie wybrani z list poszczególnych komitetów wyborczych (w nawiasach liczba zdobytych głosów) |
| 27                              | | KKW Sojusz Lewicy Demokratycznej – Unia Pracy Kazimierz Zarzycki (20 002) Antoni Kobielusz (19 462) Jan Sztwiertnia (10 162) Jan Szwarc (9378) | | KWW Platforma Obywatelska Tomasz Tomczykiewicz (8862) Edward Płonka (4842)                              | | Prawo i Sprawiedliwość Jacek Falfus (8483)                                                        |                                                                                                   | Liga Polskich Rodzin Stanisław Zadora (8812)                                                      |                                                                                                   | Samoobrona Rzeczpospolitej Polskiej Piotr Smolana (7021)                                          |                                                                                                   |                                                                                                   |
| 28                              | KKW Sojusz Lewicy Demokratycznej – Unia Pracy Ewa Janik (33 011) Jacek Kasprzyk (11 956) Zygmunt Ratman (11 508) Danuta Polak (8801) | KWW Platforma Obywatelska Edward Maniura (8744) | | Samoobrona Rzeczpospolitej Polskiej Andrzej Grzesik (10 196)                                            | | Prawo i Sprawiedliwość Szymon Giżyński (6878)                                                     |                                                                                                   |                                                                                                   |                                                                                                   |                                                                                                   |                                                                                                   |                                                                                                   |
| 29                              | KKW Sojusz Lewicy Demokratycznej – Unia Pracy Wacław Martyniuk (24 793) Jan Chojnacki (13 328) Marek Widuch (6784) Wiesław Okoński (6735) Ewa Janik (6664) Józef Kubica (6064)                                                             | KWW Platforma Obywatelska Andrzej Gałażewski (11 104) Krystyna Szumilas (5136) | | Prawo i Sprawiedliwość Wojciech Szarama (7303)                                                          | | Samoobrona Rzeczpospolitej Polskiej Stanisław Dulias (3873)                                       |                                                                                                   |                                                                                                   |                                                                                                   |                                                                                                   |                                                                                                   |                                                                                                   |
| 30                              | KKW Sojusz Lewicy Demokratycznej – Unia Pracy Tomasz Mamiński (17 979) Andrzej Zając (11 843) Tadeusz Motowidło (8968) Zbyszek Zaborowski (8421) Ryszard Pojda (6544)                                                                      | KWW Platforma Obywatelska Eugeniusz Wycisło (6023) Andrzej Markowiak (5530) | Prawo i Sprawiedliwość Bolesław Piecha (4654) | Samoobrona Rzeczpospolitej Polskiej Maria Wiśniowiecka (2087)                                           | |                                                                                                   |                                                                                                   |                                                                                                   |                                                                                                   |                                                                                                   |                                                                                                   |                                                                                                   |
| 31                              | KKW Sojusz Lewicy Demokratycznej – Unia Pracy Barbara Blida (80 035) Czesław Śleziak (7883) Cezary Stryjak (7314) Marian Stępień (7209) Aleksandra Gramała (5921) Barbara Błońska-Fajfrowska (5861) Jan Klimek (5397)                      | KWW Platforma Obywatelska Piotr Mateja (12 208) Jan Rzymełka (8242) Rafał Zagórny (4704) | Prawo i Sprawiedliwość Jerzy Polaczek (18 672) Maria Nowak (4425)                                                                                      | Samoobrona Rzeczpospolitej Polskiej Włodzimierz Czechowski (6233)                                       | |                                                                                                   |                                                                                                   |                                                                                                   |                                                                                                   |                                                                                                   |                                                                                                   |                                                                                                   |
| 32                              | KKW Sojusz Lewicy Demokratycznej – Unia Pracy Andrzej Szarawarski (48 016) Agnieszka Pasternak (20 316) Maria Gajecka-Bożek (18 384) Elżbieta Bolek (14 485) Wiesław Jędrusik (11 878) Zbigniew Podraza (8069) Maria Potępa (7790)         | KWW Platforma Obywatelska Grzegorz Dolniak (5796) | | Samoobrona Rzeczpospolitej Polskiej Michał Figlus (5071)                                                | |                                                                                                   |                                                                                                   |                                                                                                   |                                                                                                   |                                                                                                   |                                                                                                   |                                                                                                   |
| Województwo świętokrzyskie      | | | | | |                                                                                                   |                                                                                                   |                                                                                                   |                                                                                                   |                                                                                                   |                                                                                                   |                                                                                                   |
| Nr                              | Posłowie wybrani z list poszczególnych komitetów wyborczych (w nawiasach liczba zdobytych głosów) | Posłowie wybrani z list poszczególnych komitetów wyborczych (w nawiasach liczba zdobytych głosów) | Posłowie wybrani z list poszczególnych komitetów wyborczych (w nawiasach liczba zdobytych głosów)                                                      | Posłowie wybrani z list poszczególnych komitetów wyborczych (w nawiasach liczba zdobytych głosów)       | Posłowie wybrani z list poszczególnych komitetów wyborczych (w nawiasach liczba zdobytych głosów)                       | Posłowie wybrani z list poszczególnych komitetów wyborczych (w nawiasach liczba zdobytych głosów) | Posłowie wybrani z list poszczególnych komitetów wyborczych (w nawiasach liczba zdobytych głosów) | Posłowie wybrani z list poszczególnych komitetów wyborczych (w nawiasach liczba zdobytych głosów) | Posłowie wybrani z list poszczególnych komitetów wyborczych (w nawiasach liczba zdobytych głosów) | Posłowie wybrani z list poszczególnych komitetów wyborczych (w nawiasach liczba zdobytych głosów) | Posłowie wybrani z list poszczególnych komitetów wyborczych (w nawiasach liczba zdobytych głosów) | Posłowie wybrani z list poszczególnych komitetów wyborczych (w nawiasach liczba zdobytych głosów) |
| 33                              | | KKW Sojusz Lewicy Demokratycznej – Unia Pracy Jerzy Jaskiernia (48 139) Henryk Długosz (31 395) Zdzisław Kałamaga (14 599) Małgorzata Winiarczyk-Kossakowska (8581) Andrzej Jagiełło (7579) Adam Sosnowski (6824) Zofia Grzebisz-Nowicka (6812) Bożena Kizińska (6769) | | Polskie Stronnictwo Ludowe Józef Szczepańczyk (7244) Mirosław Pawlak (6007) Leszek Bugaj (4191)         | | Samoobrona Rzeczpospolitej Polskiej Józef Cepil (10 836) Zbigniew Nowak (6339)                    |                                                                                                   | KWW Platforma Obywatelska Konstanty Miodowicz (10 284)                                            |                                                                                                   | Prawo i Sprawiedliwość Przemysław Gosiewski (7348)                                                |                                                                                                   | Liga Polskich Rodzin Stanisław Szyszkowski (5492)                                                 |
| Województwo warmińsko-mazurskie | | | | | |                                                                                                   |                                                                                                   |                                                                                                   |                                                                                                   |                                                                                                   |                                                                                                   |                                                                                                   |
| Nr                              | Posłowie wybrani z list poszczególnych komitetów wyborczych (w nawiasach liczba zdobytych głosów) | Posłowie wybrani z list poszczególnych komitetów wyborczych (w nawiasach liczba zdobytych głosów) | Posłowie wybrani z list poszczególnych komitetów wyborczych (w nawiasach liczba zdobytych głosów)                                                      | Posłowie wybrani z list poszczególnych komitetów wyborczych (w nawiasach liczba zdobytych głosów)       | Posłowie wybrani z list poszczególnych komitetów wyborczych (w nawiasach liczba zdobytych głosów)                       | Posłowie wybrani z list poszczególnych komitetów wyborczych (w nawiasach liczba zdobytych głosów) | Posłowie wybrani z list poszczególnych komitetów wyborczych (w nawiasach liczba zdobytych głosów) | Posłowie wybrani z list poszczególnych komitetów wyborczych (w nawiasach liczba zdobytych głosów) | Posłowie wybrani z list poszczególnych komitetów wyborczych (w nawiasach liczba zdobytych głosów) | Posłowie wybrani z list poszczególnych komitetów wyborczych (w nawiasach liczba zdobytych głosów) | Posłowie wybrani z list poszczególnych komitetów wyborczych (w nawiasach liczba zdobytych głosów) | Posłowie wybrani z list poszczególnych komitetów wyborczych (w nawiasach liczba zdobytych głosów) |
| 34                              | | KKW Sojusz Lewicy Demokratycznej – Unia Pracy Witold Gintowt-Dziewałtowski (21 377) Jerzy Müller (15 638) Andrzej Umiński (12 251) Danuta Ciborowska (9895) Jan Antochowski (8312)                                                                                     | | Samoobrona Rzeczpospolitej Polskiej Adam Ołdakowski (10 124)                                            | | KWW Platforma Obywatelska Stanisław Gorczyca (4293)                                               |                                                                                                   | Polskie Stronnictwo Ludowe Stanisław Żelichowski (3736)                                           |                                                                                                   |                                                                                                   |                                                                                                   |                                                                                                   |
| 35                              | KKW Sojusz Lewicy Demokratycznej – Unia Pracy Tadeusz Iwiński (34 934) Jerzy Dziewulski (19 792) Jerzy Czepułkowski (9580) Sebastian Florek (7654) Joanna Sosnowska (6787)                                                                 | | KWW Platforma Obywatelska Marek Żyliński (7059) | | Samoobrona Rzeczpospolitej Polskiej Mieczysław Aszkiełowicz (6753)                                                      |                                                                                                   | Liga Polskich Rodzin Halina Nowina Konopka (11 308)                                               |                                                                                                   | Prawo i Sprawiedliwość Aleksander Szczygło (5536)                                                 |                                                                                                   |                                                                                                   |                                                                                                   |
| Województwo wielkopolskie       | | | | | |                                                                                                   |                                                                                                   |                                                                                                   |                                                                                                   |                                                                                                   |                                                                                                   |                                                                                                   |
| Nr                              | Posłowie wybrani z list poszczególnych komitetów wyborczych (w nawiasach liczba zdobytych głosów) | Posłowie wybrani z list poszczególnych komitetów wyborczych (w nawiasach liczba zdobytych głosów) | Posłowie wybrani z list poszczególnych komitetów wyborczych (w nawiasach liczba zdobytych głosów)                                                      | Posłowie wybrani z list poszczególnych komitetów wyborczych (w nawiasach liczba zdobytych głosów)       | Posłowie wybrani z list poszczególnych komitetów wyborczych (w nawiasach liczba zdobytych głosów)                       | Posłowie wybrani z list poszczególnych komitetów wyborczych (w nawiasach liczba zdobytych głosów) | Posłowie wybrani z list poszczególnych komitetów wyborczych (w nawiasach liczba zdobytych głosów) | Posłowie wybrani z list poszczególnych komitetów wyborczych (w nawiasach liczba zdobytych głosów) | Posłowie wybrani z list poszczególnych komitetów wyborczych (w nawiasach liczba zdobytych głosów) | Posłowie wybrani z list poszczególnych komitetów wyborczych (w nawiasach liczba zdobytych głosów) | Posłowie wybrani z list poszczególnych komitetów wyborczych (w nawiasach liczba zdobytych głosów) | Posłowie wybrani z list poszczególnych komitetów wyborczych (w nawiasach liczba zdobytych głosów) |
| 36                              | | KKW Sojusz Lewicy Demokratycznej – Unia Pracy Marek Wagner (39 502) Grzegorz Woźny (16 676) Renata Szynalska (16 080) Ryszard Hayn (12 157) Tadeusz Myler (9252) Marian Janicki (8172)                                                                                 | | Samoobrona Rzeczpospolitej Polskiej Józef Skutecki (11 961) Tadeusz Wojtkowiak (4884)                   | | Polskie Stronnictwo Ludowe Józef Gruszka (10 619) Andrzej Grzyb (4420)                            |                                                                                                   | KWW Platforma Obywatelska Andrzej Wojtyła (11 757)                                                |                                                                                                   | Liga Polskich Rodzin Elżbieta Ratajczak (1894)                                                    |                                                                                                   |                                                                                                   |
| 37                              | KKW Sojusz Lewicy Demokratycznej – Unia Pracy Marek Pol (42 546) Tadeusz Tomaszewski (22 033) Józef Nowicki (10 215) Marian Marczewski (8881) Bronisław Dankowski (6344)                                                                   | Samoobrona Rzeczpospolitej Polskiej Alfred Budner (8811) Zdzisław Jankowski (7446) | | KWW Platforma Obywatelska Ireneusz Niewiarowski (8547)                                                  | | Polskie Stronnictwo Ludowe Czesław Cieślak (4949)                                                 |                                                                                                   |                                                                                                   |                                                                                                   |                                                                                                   |                                                                                                   |                                                                                                   |
| 38                              | KKW Sojusz Lewicy Demokratycznej – Unia Pracy Stanisław Stec (18 457) Romuald Ajchler (14 438) Andrzej Gawłowski (13 645) Stanisław Piosik (10 666) Grażyna Pijanowska (10 367)                                                            | Samoobrona Rzeczpospolitej Polskiej Renata Beger (10 877) | | Polskie Stronnictwo Ludowe Stanisław Kalemba (6635)                                                     | | KWW Platforma Obywatelska Adam Szejnfeld (9290)                                                   |                                                                                                   | Liga Polskich Rodzin Józef Skowyra (6711)                                                         |                                                                                                   |                                                                                                   |                                                                                                   |                                                                                                   |
| 39                              | KKW Sojusz Lewicy Demokratycznej – Unia Pracy Krystyna Łybacka (89 256) Sylwia Pusz (16 401) Andrzej Aumiller (6424) Joanna Nowiak (3302) Anna Górna-Kubacka (1921)                                                                        | | KWW Platforma Obywatelska Waldy Dzikowski (27 596) Michał Stuligrosz (7006)                                                                            | | Prawo i Sprawiedliwość Małgorzata Stryjska (4488) Anna Borucka-Cieślewicz (2728)                                        |                                                                                                   | Liga Polskich Rodzin Zbigniew Jacyna-Onyszkiewicz (5565)                                          |                                                                                                   |                                                                                                   |                                                                                                   |                                                                                                   |                                                                                                   |
| Województwo zachodniopomorskie  | | | | | |                                                                                                   |                                                                                                   |                                                                                                   |                                                                                                   |                                                                                                   |                                                                                                   |                                                                                                   |
| Nr                              | Posłowie wybrani z list poszczególnych komitetów wyborczych (w nawiasach liczba zdobytych głosów) | Posłowie wybrani z list poszczególnych komitetów wyborczych (w nawiasach liczba zdobytych głosów) | Posłowie wybrani z list poszczególnych komitetów wyborczych (w nawiasach liczba zdobytych głosów)                                                      | Posłowie wybrani z list poszczególnych komitetów wyborczych (w nawiasach liczba zdobytych głosów)       | Posłowie wybrani z list poszczególnych komitetów wyborczych (w nawiasach liczba zdobytych głosów)                       | Posłowie wybrani z list poszczególnych komitetów wyborczych (w nawiasach liczba zdobytych głosów) | Posłowie wybrani z list poszczególnych komitetów wyborczych (w nawiasach liczba zdobytych głosów) | Posłowie wybrani z list poszczególnych komitetów wyborczych (w nawiasach liczba zdobytych głosów) | Posłowie wybrani z list poszczególnych komitetów wyborczych (w nawiasach liczba zdobytych głosów) | Posłowie wybrani z list poszczególnych komitetów wyborczych (w nawiasach liczba zdobytych głosów) | Posłowie wybrani z list poszczególnych komitetów wyborczych (w nawiasach liczba zdobytych głosów) | Posłowie wybrani z list poszczególnych komitetów wyborczych (w nawiasach liczba zdobytych głosów) |
| 40                              | | KKW Sojusz Lewicy Demokratycznej – Unia Pracy Zofia Wilczyńska (9739) Bogusława Towalewska (7698) Bogdan Błaszczyk (6288) Edward Wojtalik (5759) Ryszard Tomczyk (4923)                                                                                                | | Samoobrona Rzeczpospolitej Polskiej Andrzej Lepper (44 814) Jan Łączny (498)                            | | KWW Platforma Obywatelska Małgorzata Rohde (7412)                                                 |                                                                                                   |                                                                                                   |                                                                                                   |                                                                                                   |                                                                                                   |                                                                                                   |
| 41                              | KKW Sojusz Lewicy Demokratycznej – Unia Pracy Jacek Piechota (54 667) Stanisław Kopeć (20 274) Elżbieta Piela-Mielczarek (12 841) Wojciech Długoborski (10 876) Elżbieta Romero (6494) Czesław Marzec (5332) Grzegorz Napieralski (4432)   | | KWW Platforma Obywatelska Artur Balazs (6980) Krzysztof Zaremba (5881)                                                                                 | | Samoobrona Rzeczpospolitej Polskiej Bożena Kozłowska (8457) Wacław Klukowski (7914)                                     |                                                                                                   | Prawo i Sprawiedliwość Jacek Sauk (8693)                                                          |                                                                                                   | Liga Polskich Rodzin Bohdan Kopczyński (5452)                                                     |                                                                                                   |                                                                                                   |                                                                                                   |